# Распятие (иконография)

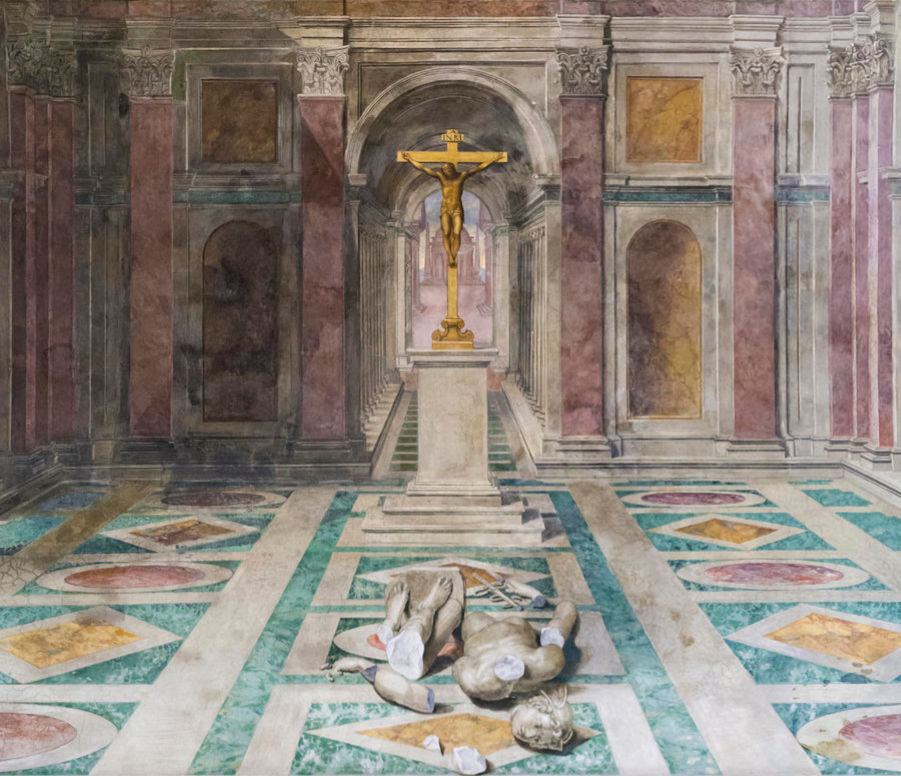
Лаурети Т.Триумф христианства. 1585. Фреска Зала Константина, Ватиканский дворец. На полу храма лежит разбитая языческая статуя

Распятие (лат. Crucifixio; итал. Crocifissione; ст.-русск. пропатие, от пропинати — «пригвождать к древу, кресту») — центральная тема христианского искусства; произведение искусства, изображающая казнь Иисуса Христа через распятие. В христианской иконографии — изображения события, завершающего «Страстной цикл» и предшествующее сценам оплакивания, погребения и Воскресения Иисуса Христа.
В традиционной иконографии эта сцена обычно следует за эпизодами: «Бичевание, или Поругание, Христа» (в средневековом искусстве эти сюжеты иногда соединяли в одной композиции), «Радуйся, Царь Иудейский!», «Что есть Истина?», «Несение креста». После изображений Распятия в циклах мозаик или фресок часто следуют сцены: «Снятие с креста», «Положение во гроб», «Пьета». Сцена распятия Христа на кресте, на «месте лобном» — горе Голгофе вместе с двумя разбойниками, описана во всех четырёх Евангелиях (Мф 27:33—56; Мк 15:22-41; Лк 23:33-49; Ин 19:17-37).
Вспомогательная историческая дисциплина, изучающая историю и иконографию христианского креста называется ставрография.
В христианском искусстве распятия и кресты различной формы и материалов не обязательно имеют изображение фигуры Иисуса Христа, часто они остаются пустыми и имеют символическое значение, о них см. статью Распятие (предмет); в данной статье описываются преимущественно плоскостные изображения на картинах, фресках, иллюминированных рукописях, в рельефах и некоторых скульптурах.

## История

### Крест как символ
Развёрнутые изображения сцен Распятия с предстоящими персонажами появились в изобразительном искусстве относительно поздно, в связи с запретительным характером раннего христианства. В раннехрстианский период образы Распятия и самого Иисуса Христа имели исключительно символический характер.
Однако и в последующее время иконография подобных композиций складывалась постепенно, что было в немалой степени связано с теологическими спорами по поводу возможности изображения Иисуса во плоти. В раннехристианском искусстве сцену Распятия замещало, к примеру, изображение пеликана, кормящего своим телом птенцов (аллегория пасхальной жертвы; в композициях «Милосердие», «Поклонение жертве»). Изображение креста Распятия как орудия казни римлянами преступников в то время было связано с негативными коннотациями.
В самых ранних композициях типа «Поклонение имени Иисуса» изображали простой крест как солярный символ с монограммой Христа (ХР (Хи-Ро). По обе стороны креста — два оленя, пальмы или павлины в ветвях «Мирового дерева». На мраморной плите из церкви Сант-Аполлинаре-Нуово в Равенне (нач. VI в.) изображена чаша, из которой вырастают две виноградные лозы, на них — два павлина, над чашей показан «крест Константина» (лабарум). На обратной стороне плиты представлена сцена: среди растительных завитков изображение «Даниила во рву львином». На рельефе боковой стенки саркофага в Мавзолее Галлы Плацидии в Равенне (ок. 423 г.) между двумя колонками изображен Агнец на фоне креста. На перекладине креста — две голубки; в основании — условное изображение горы Голгофы, из которой вытекают четыре райские реки. На рельефе другого саркофага (конец V в.) Агнец изображен с крестом и нимбом, в котором читается монограмма Христа «ХР». По сторонам — две пальмы (символ небесной славы).
В раннехристианском искусстве, главным образом в произведениях коптов (египетских христиан), общин Сирии, Палестины, распространены изображения креста, в средокрестие которого вписан круглый медальон с образом Агнца, а Христа и двух разбойников изображали без крестов, просто на фоне каменной кладки («Иерусалимской стены»), как это видно на уникальном рельефе дверей церкви Санта-Сабина в Риме.
Похожая композиция имеется на одном из столпов алтарного кивория собора Сан-Марко в Венеции и на Пасхальном канделябре римской базилики Сан-Паоло-фуори-ле-Мура. Подобную иконографию объясняют влиянием учения монофизитов (о единственной, божественной природе Христа). Согласно этому учению, божественное тело Христа не могло находиться на кресте и распят был не Христос, а его двойник. Однако с осуждением монофизитов на Вселенском соборе в Халкидоне в 451 году в трудах Отцов церкви крест постепенно переосмысливался в качестве эмблемы Воскресения к вечной жизни и триумфа над телесной смертью.

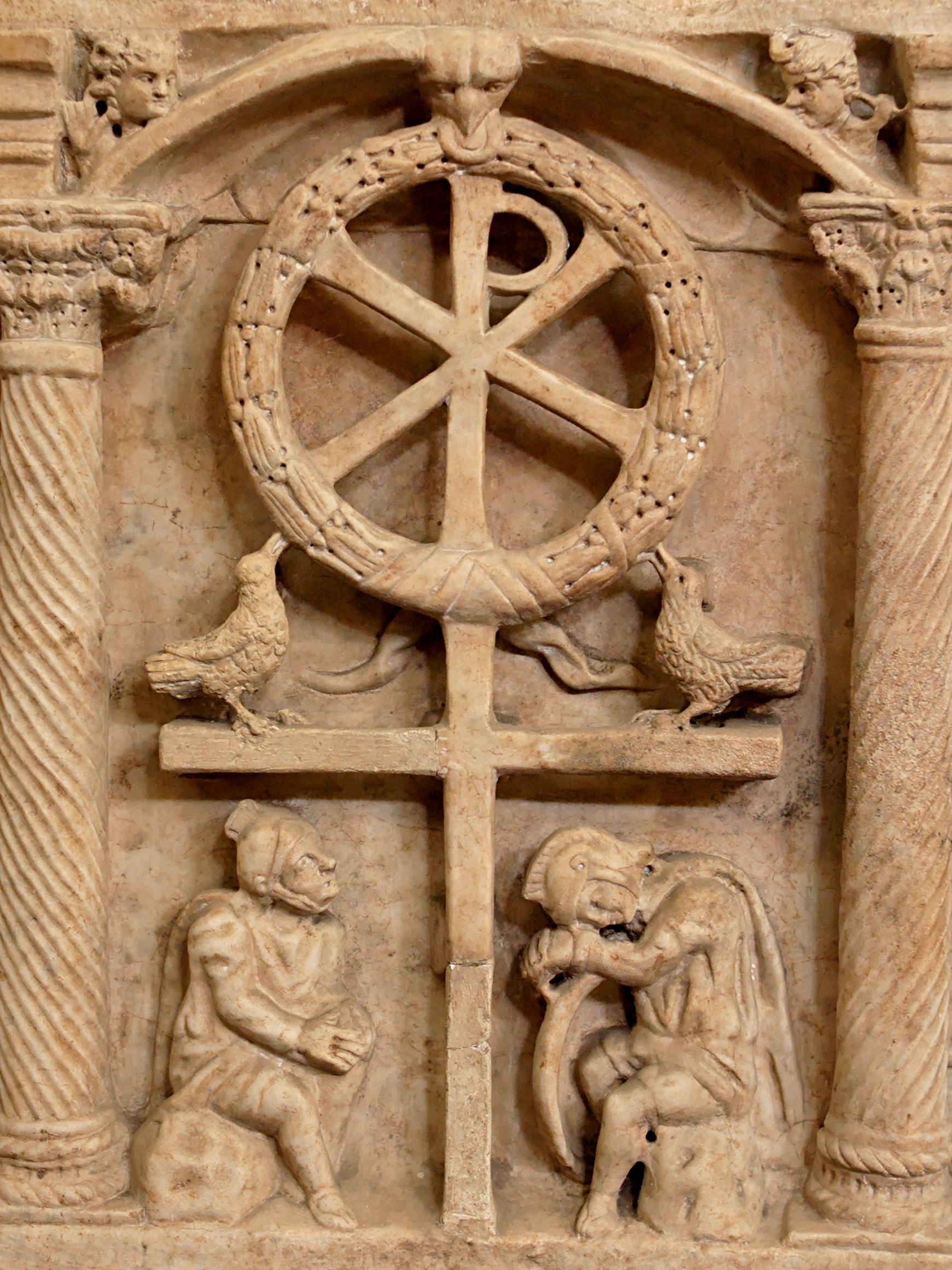
Композиция Анастасис (Воскресение) с хризмой (монограммой Христа). Боковая стенка древнеримского саркофага. Ок. 350 г. н. э. Мрамор. Ватиканские музеи
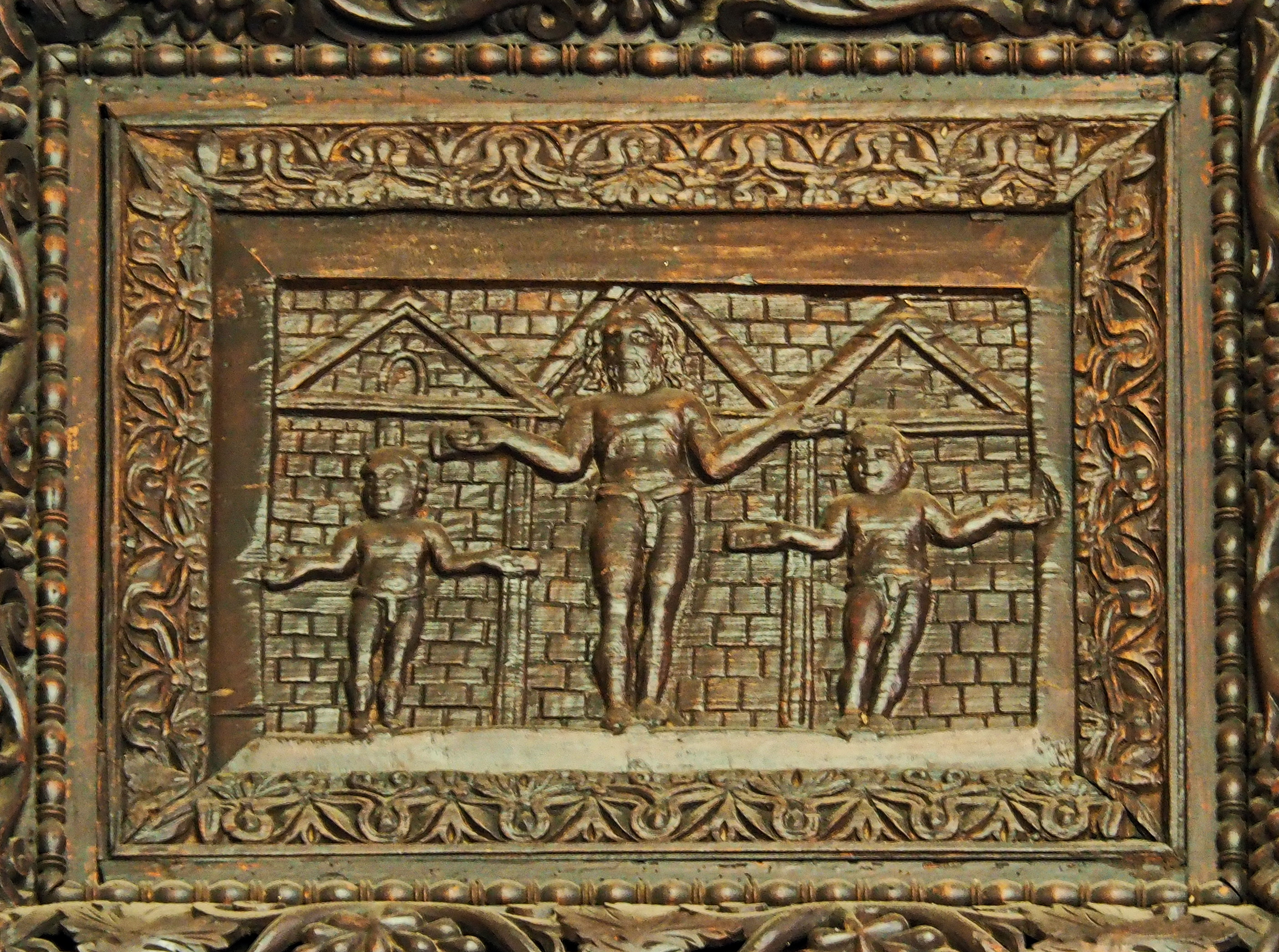
Панель «Распятие с двумя разбойниками». 430—432. Дерево. Двери церкви Санта-Сабина, Рим
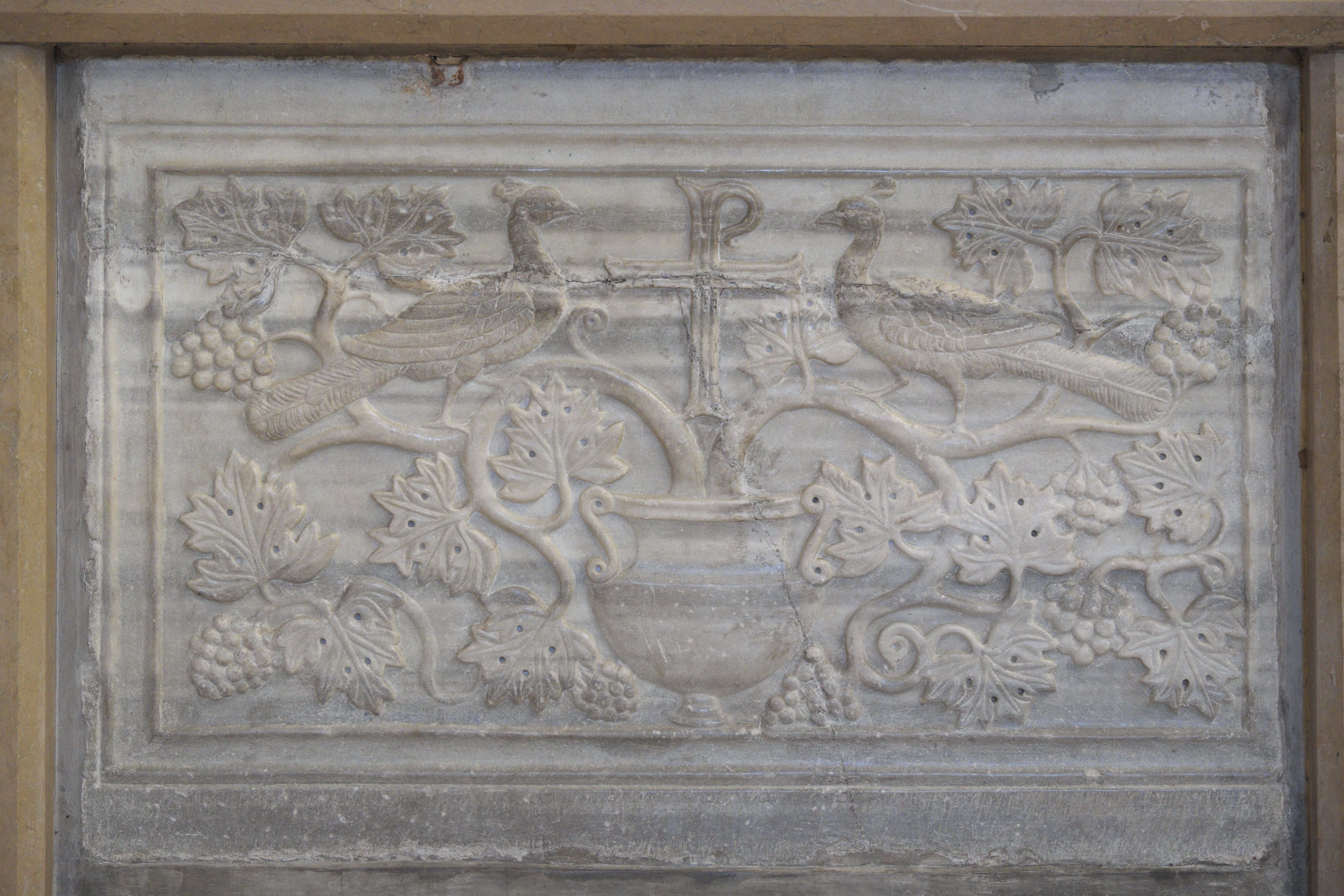
Рельеф алтарной преграды. Нач. VI в. Мрамор. Церковь Сант-Аполлинаре-Нуово, Равенна
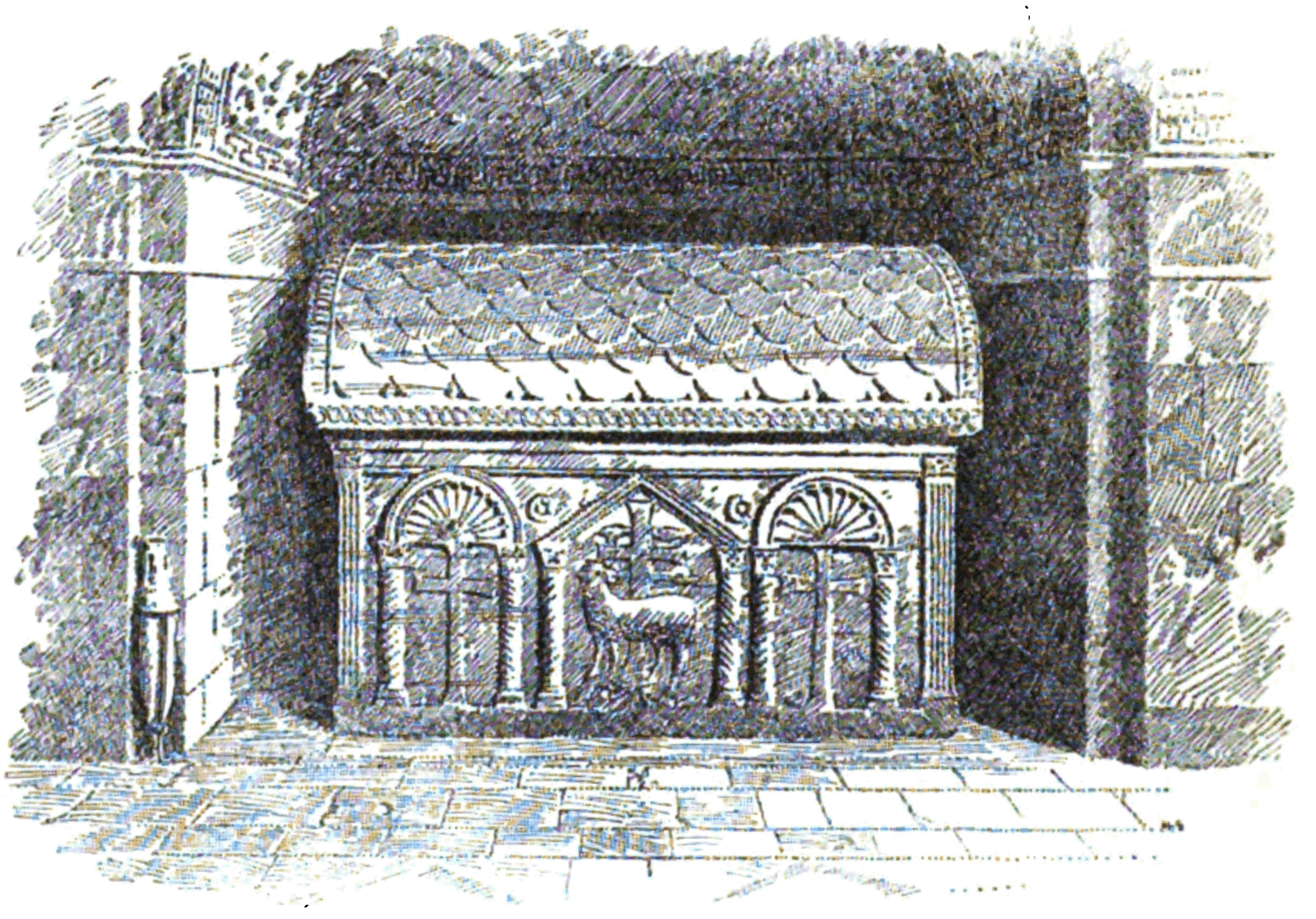
Саркофаг императора Гонория (?). Ок. 423 г. Рисунок. Мавзолей Галлы Плацидии, Равенна
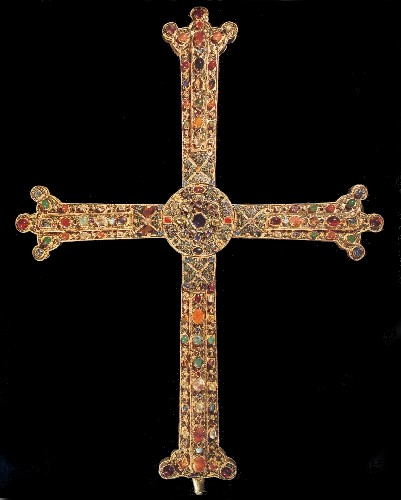
Золотой вестготский крест. V—VIII в. Сокровищница Санта-де-Овьедо, Астурия, Испания
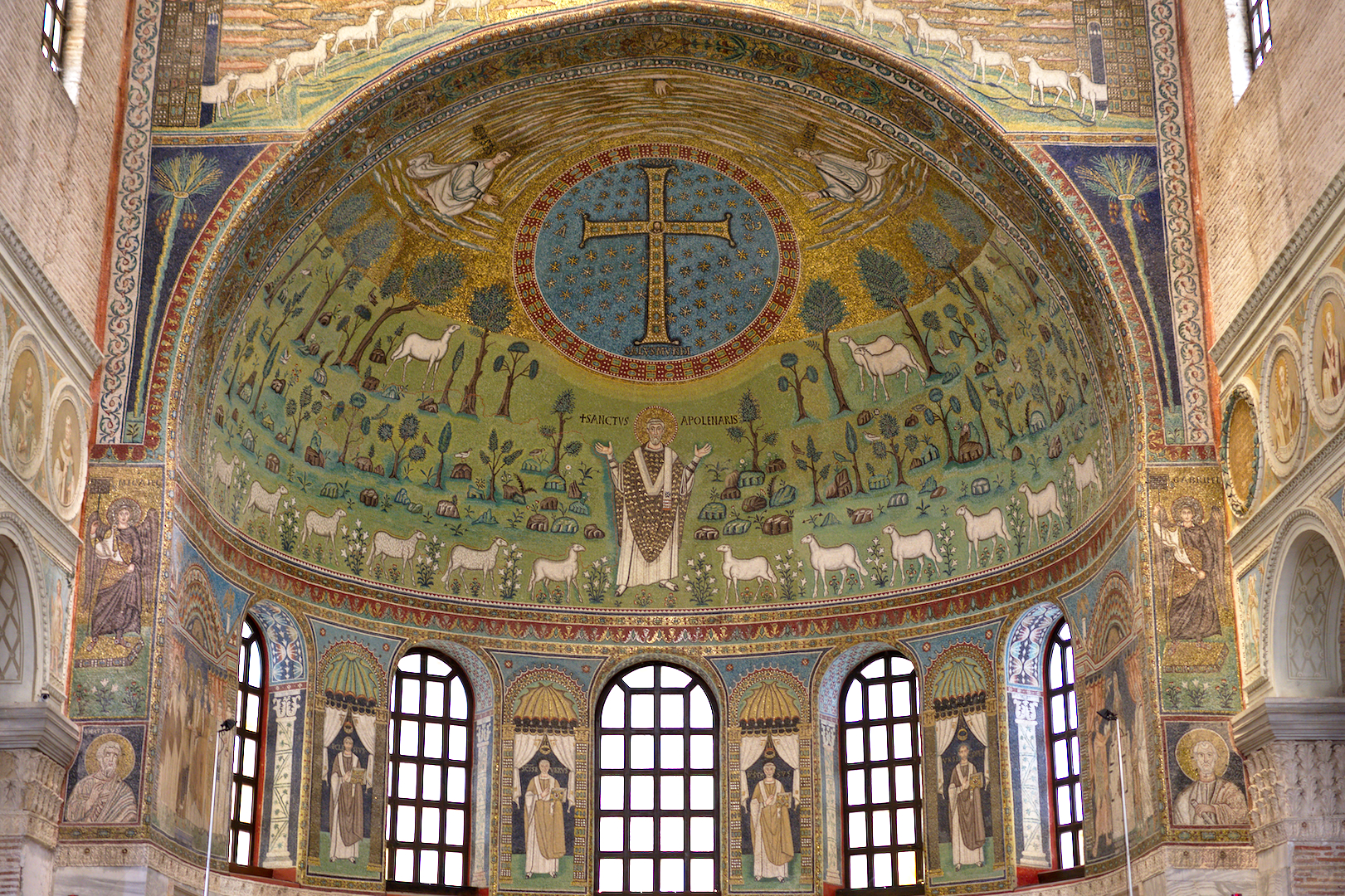
Мозаика конхи апсиды церкви Сант-Аполлинаре-ин-Классе в Равенне. 534—549. Внизу надпись: Salus Mundi (Спаситель мира)
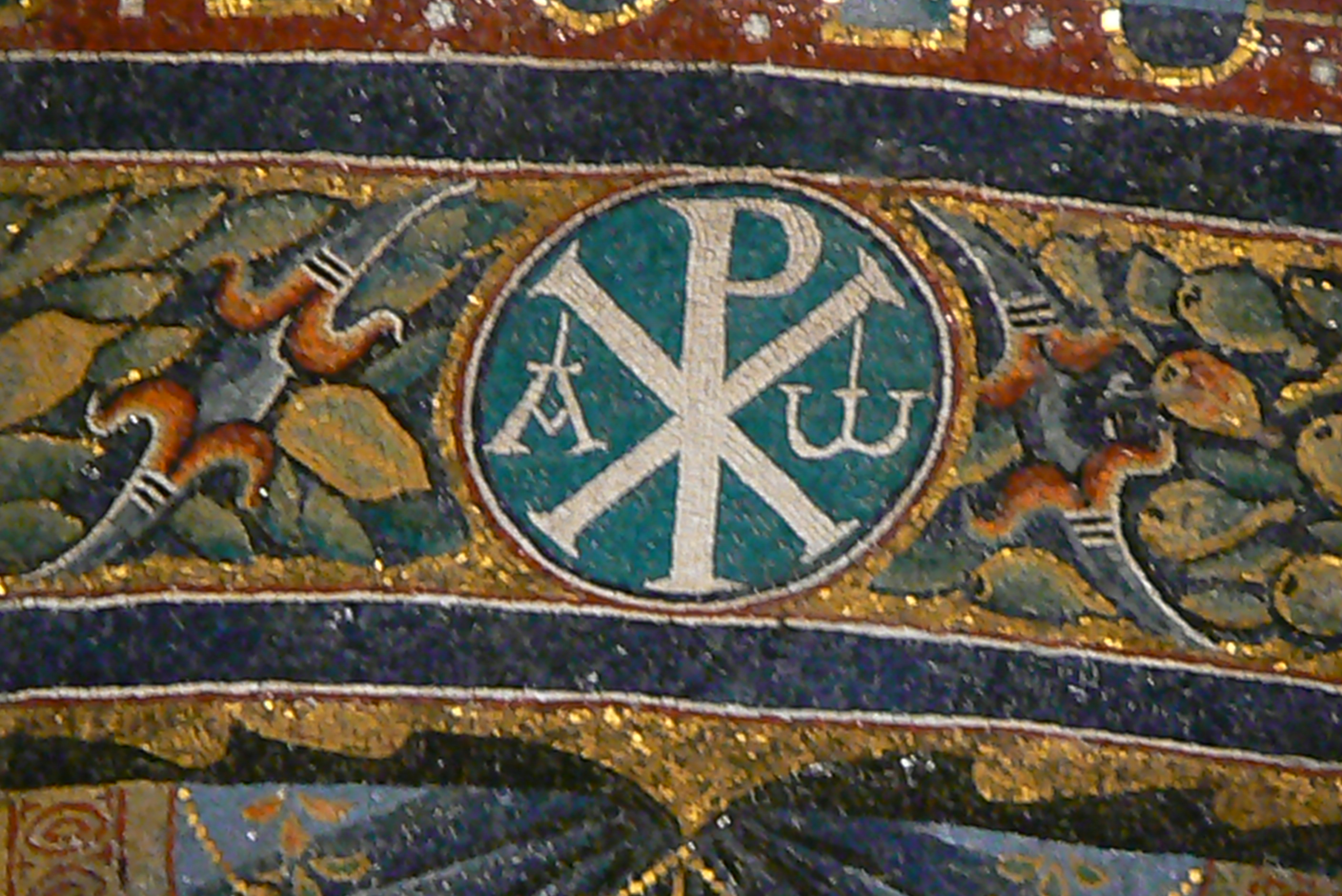
Деталь мозаики. «Монограмма лабарума Константина»
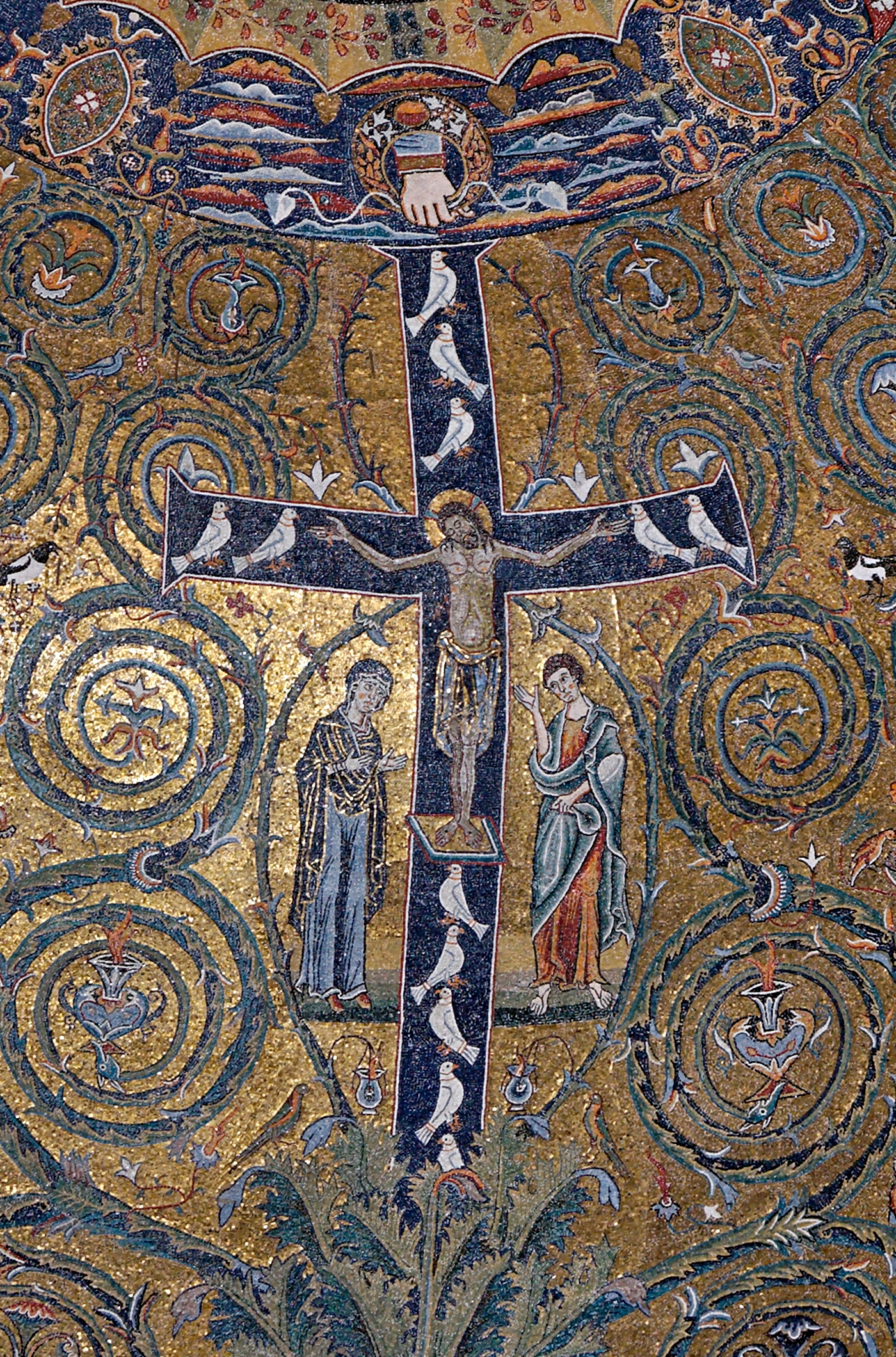
Святой крест. Деталь мозаики апсиды церкви Сан-Клементе в Риме. Ок. 1108
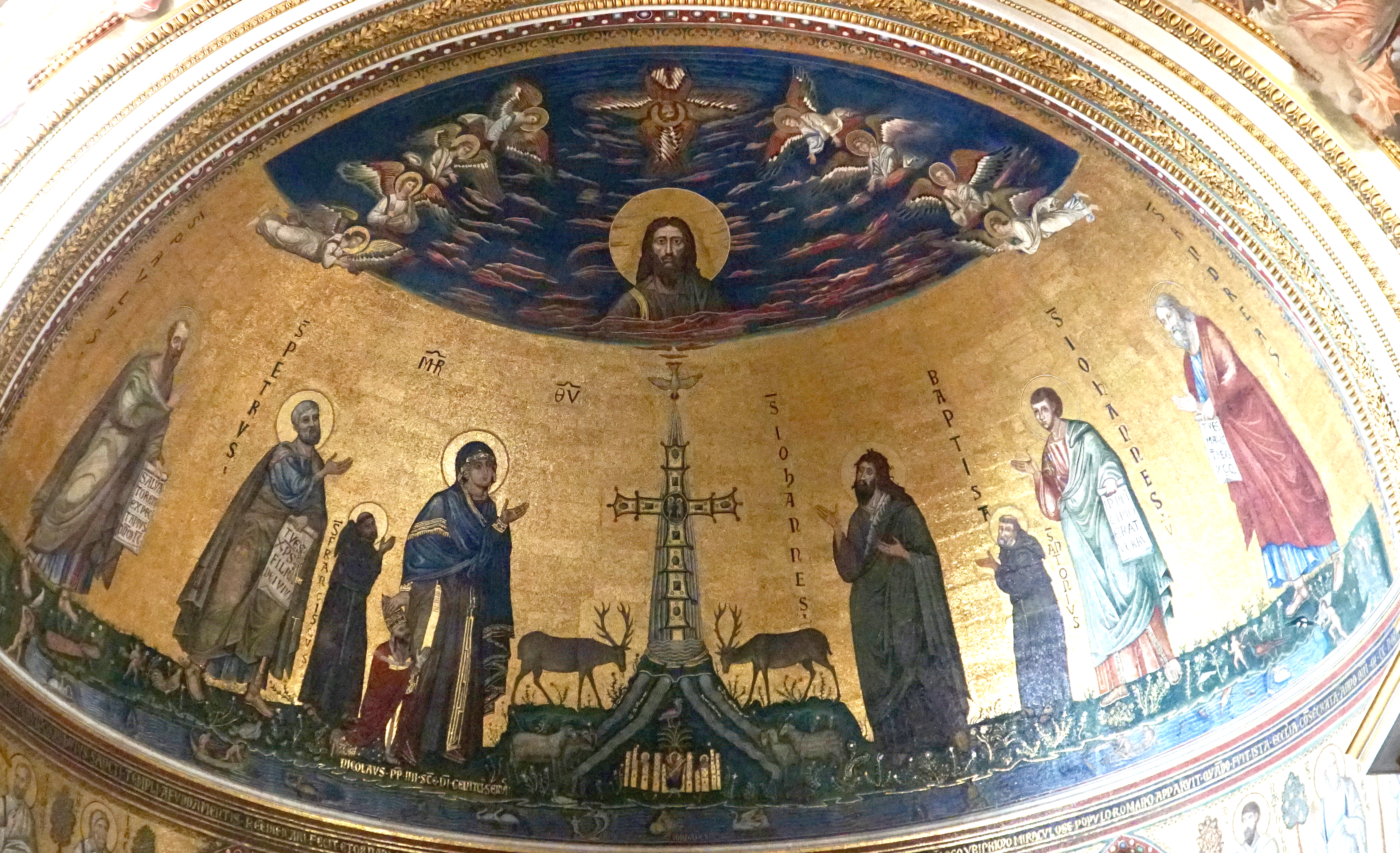
Якопо Торрити. Триумфальный крест Распятия и четыре реки рая. Мозаика конхи апсиды базилики Сан-Джованни-ин-Латерано в Риме. Между 1288 и 1292 гг.

### Вопрос об изображении тела распятого Христа
Изображение Распятого Иисуса Христа, как правило, скульптурное или рельефное, появилось в конце VII века, после того как Трулльский собор (691—692 годы) запретил изображения агнца на кресте и постановил, чтобы Христа изображали в центре креста человеком, а не агнцем.
На больших храмовых изображениях распятия с двух сторон от креста изображаются Дева Мария и апостол Иоанн Богослов, стоявшие, согласно Евангелию во время казни у самого креста («Распятие с предстоящими»). На крестчатом нимбе Спасителя присутствуют три греческие буквы Ὀ (ὁ), ὤ (ὤ), Ν (ν): (др.-греч. ὁ ὤν, что означает Сущий — Исх. 3:14).
Крест Распятия постепенно переосмысливался (согласно древнейшей символике солярного знака) в качестве эмблемы Воскресения к вечной жизни, триумфа над телесной смертью. Ранние формы V- образного креста Распятия трактовались мистически. Св. Иероним подчёркивал, что Иисус был распят на том самом месте, где похоронен Адам, и Его божественная кровь, омыв череп и кости Адама, искупила первородный грех. Отсюда изображения черепа и скрещенных костей (ст.-русск. «чрепие») в основании креста Голгофы.
Паломники, посещавшие в IV—V веках Иерусалим, сообщали, что видели крест простой четырёхугольной формы, «усыпанный драгоценными камнями». Позднее пять карбункулов (яркокрасных камней) укрепляли на напрестольных и процессионных крестах в знак пяти телесных ран, нанесённых Христу во время Распятия.
Терновый венец на кресте имел вначале иную символику, также связанную с наказанием Адама. Бог сказал Адаму: «Проклята земля за тебя… Тернии и волчицы произрастит она тебе» (Быт. 3:17—18). По преданию, крест Распятия был сделан из дерева, взятого у чудодейственной купальни в Вифезде, близ Иерусалима. Согласно рассказу Св. Антония Новгородского, «крест Господень» сделали из древесины виноградной лозы, опьянившей Ноя. Эту лозу демонстрировали в храме Михаила Архангела в Константинополе (по иной версии, крест был «трисоставным»). Эта тема получила отражение в иконографическом цикле об Истории Святой Елены и Обретения Истинного креста.
Тип изображения Христа в одной набедренной повязке (лентии) со временем стали называть антиохийским.
В V—VI веках, вероятно также на Востоке, сформировался другой тип — иерусалимский, в котором Христа изображали в длинном одеянии — колобиуме (лат. colobium — длинная туника с короткими рукавами), хотя римляне казнили преступников обнажёнными, причем тело Христа показывали не распятым, а как бы прислонённым к кресту. В мозаике церкви Сант-Аполлинаре-ин-Классе в Равенне в центре креста помещено оплечное изображение Христа, наподобие античной геммы.
Развёрнутая сцена Распятия пред ставлена на миниатюре Евангелия Раввулы (586), хранящегося в библиотеке Сан-Лоренцо во Флоренции. Подобные изображения расценивали в качестве аргумента в борьбе с монофизитами. По правую сторону от Христа показывали скорбящую Деву Марию, по левую — Св. Иоанна Евангелиста (согласно тексту Евангелия от Иоанна, Иисус, ещё живой, обратился к Иоанну, вверяя его заботам Богоматерь).

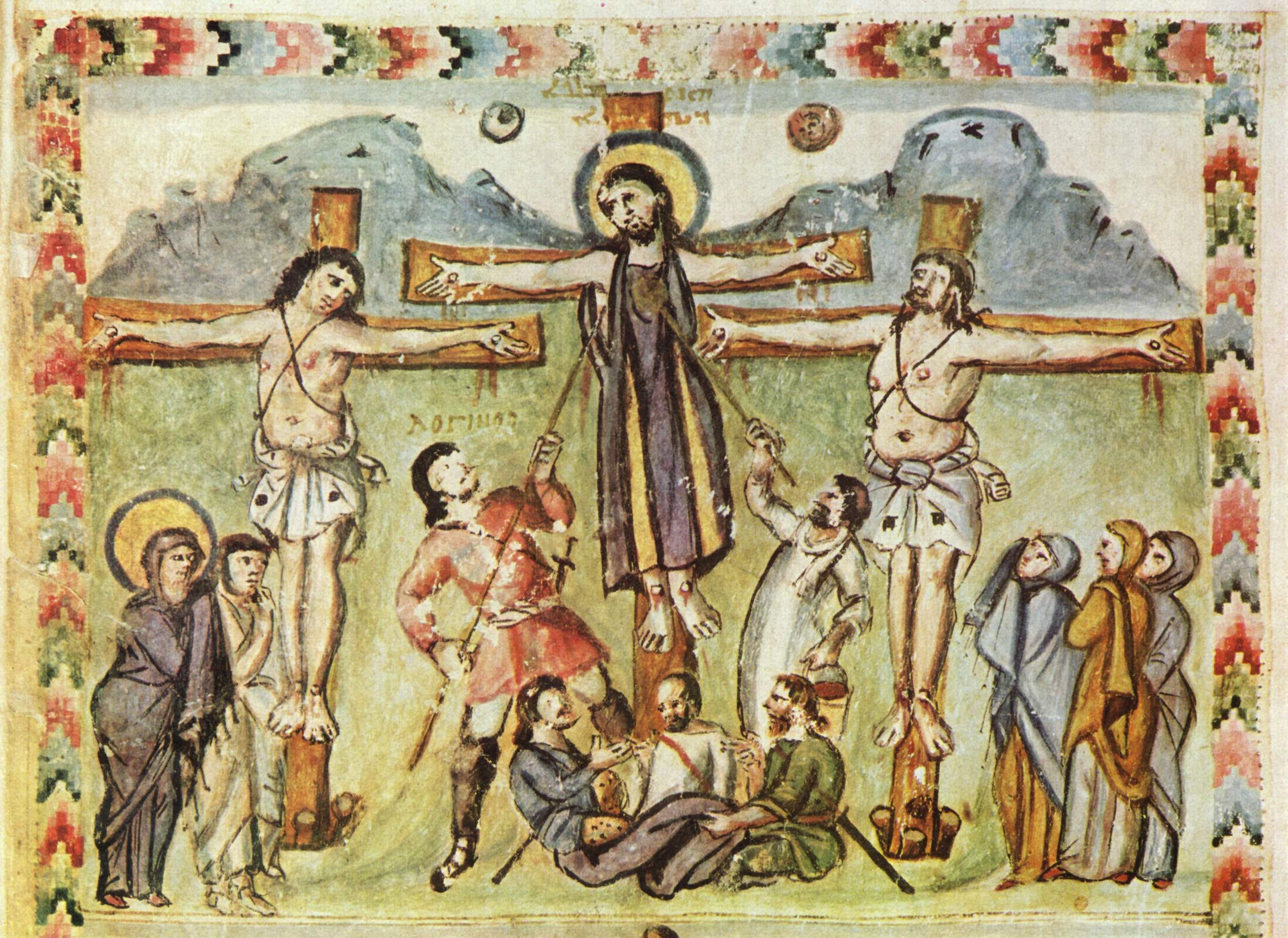
Распятие. Миниатюра Евангелия Раввулы. 586. Пергамент. Библиотека Лауренциана, Флоренция
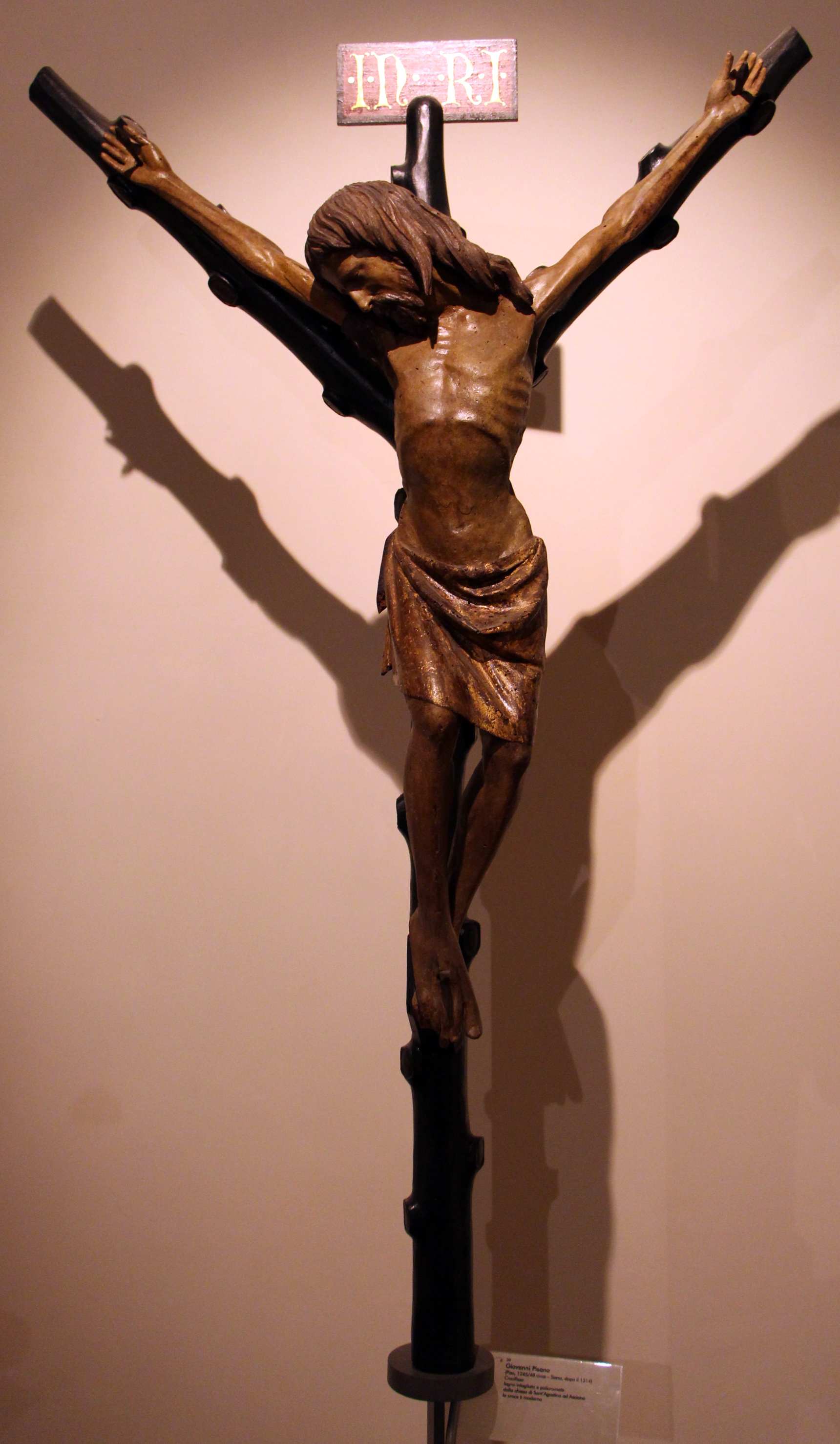
Джованни Пизано. Распятие. Ок. 1290. Дерево. Национальный археологический музей, Сиена
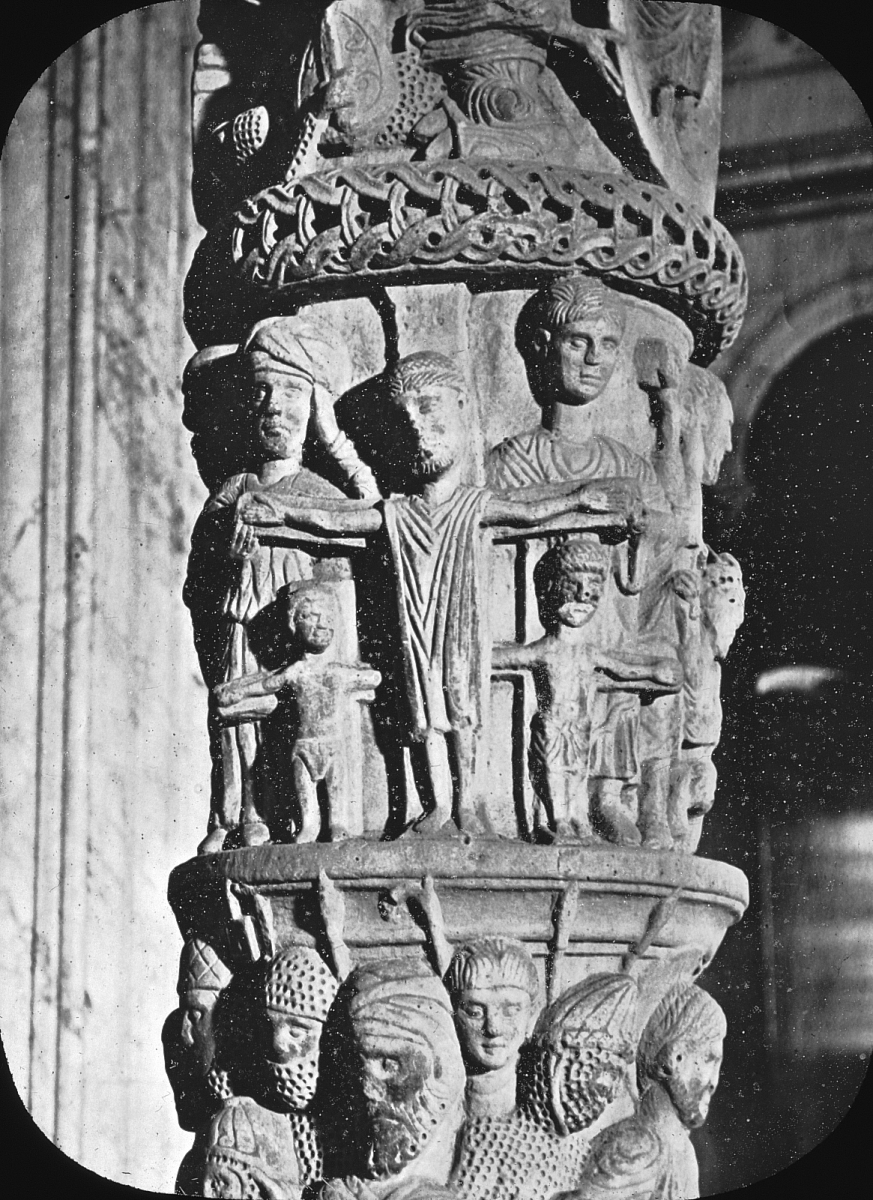
Распятие. Пасхальный канделябр. Деталь. Ок. 1170 г. Мрамор. Церковь Сан-Паоло-фуори-ле-Мура, Рим

### Распятие в искусстве Средних веков и в эпоху Итальянского Возрождения
До IX века включительно Христос изображался на кресте не только живым, воскресшим, но и торжествующим (ср. с типологией Распятие Христа-Царя), — и только в X веке появились изображения мёртвого Христа.
Расписной крест — типология крестов-картин, появившаяся в средневековой Италии.
Некоторые «мистические распятия», особенно в искусстве стиля барокко, снабжаются латинской надписью: «Exspectatio» или «Exspectabo» (Предвидение, ожидание). Имеется в виду напряженное, экстатическое ожидание Спасения, Искупления. В середине XVI в. великий Микеланджело в одном из своих рисунков создал необычной формы крест, соединив «вилкообразный крест» с горизонтальной перекладиной.
Шедевром средневековой экспрессии является выдающееся произведение Северного Возрождения — Изенгеймский алтарь мастера Грюневальда. В искусстве интернациональной готики, а также в деревянных тосканских распятиях, сложился тип «бесплотного», или «страждущего», Христа (итал.  Crocifissopassione). Для таких произведений характерно подчёркивание телесного страдания — резкие, угловатые формы, натуралистически трактованные детали: капли крови, закатившиеся глаза.
В начале XV века «страждущие распятия» в искусстве итальянских мастеров сменяет тип «печальных распятий» (итал. Crocifisso doloroso).
Наиболее знамениты скульптурные распятия работы Донателло для церкви Санта-Кроче и Ф. Брунеллески для церкви Санта-Мария-Новелла во Флоренции. Постепенно под влиянием эстетики итальянского Возрождения тип скульптурного Распятия становился всё более идеализированным.
На этом фоне выделяется работа молодого Микеланджело. Это произведение семнадцатилетнего скульптора, обнаруженное только в 1962 году, показывает редкое соединение эстетики северных «красивых распятий» с новаторской идеей просветлённого образа спокойного, умиротворенного тела Спасителя, дух Которого соединился с Отцом. Микеланжело ради выразительности пластики дерзнул изобразить Христа полностью обнажённым. Юный и прекрасный Христос как бы заново родился на кресте. Эти изменения в иконографии связывают с влиянием проповедей Савонаролы, приверженцем которого на протяжении всей жизни был Микеланджело. Примерно за два года до создания «Распятия» Микеланджело доминиканский монах описал «благородное хрупкое, нежное, чувствительное сложение» Христа. В поздние годы Микеланджело обратился к средневековой форме вилкообразного креста, а в одном из рисунков, сделанных им для маркизы Виттории Колонны (между 1538 и 1541 годами), изобразил Христа на кресте живым, с молящим взором, обращённым к небу.

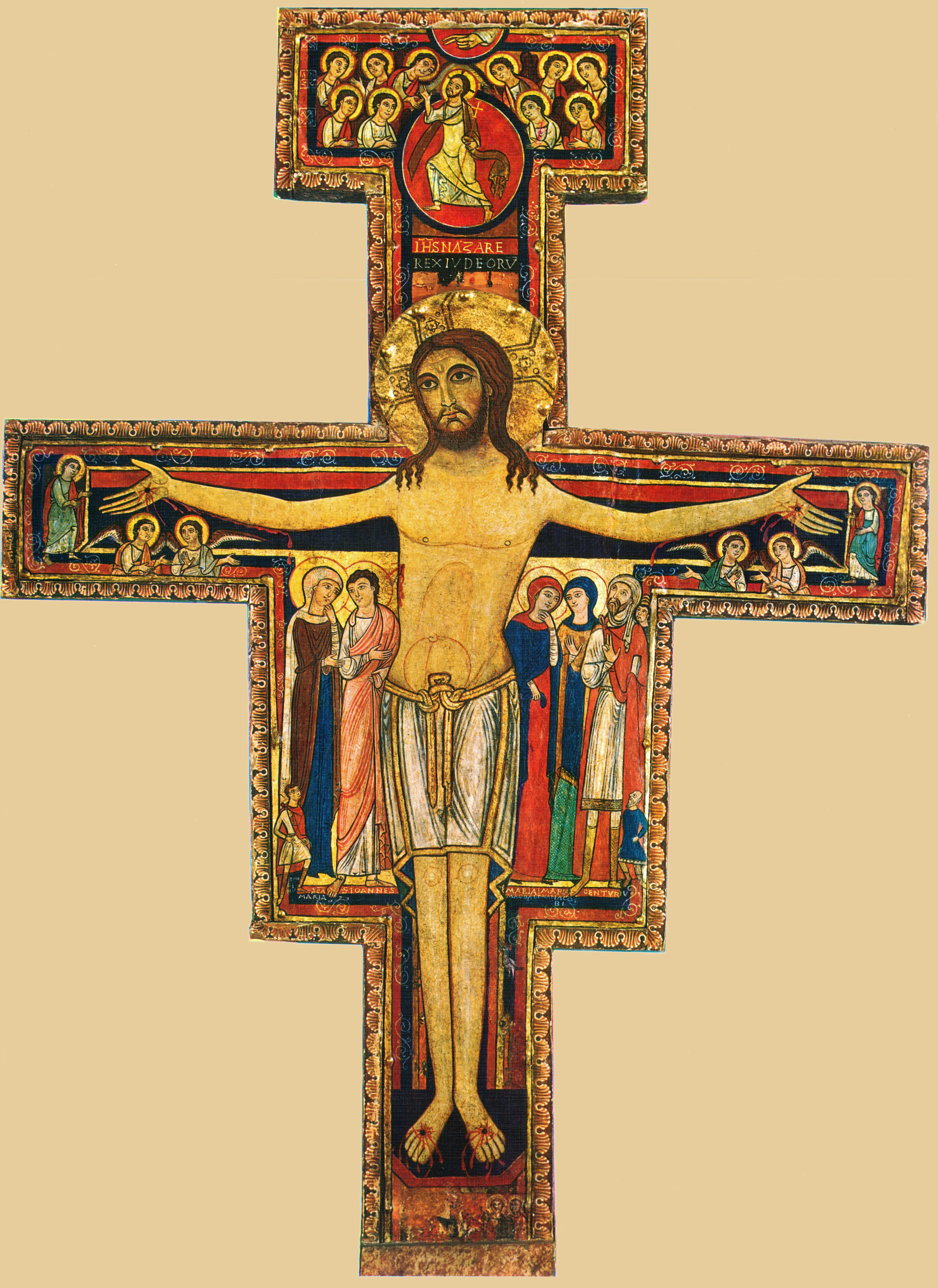
Крест святого Дамиана. ΧΙΙ в. Церковь Сан-Франческо, Ассизи
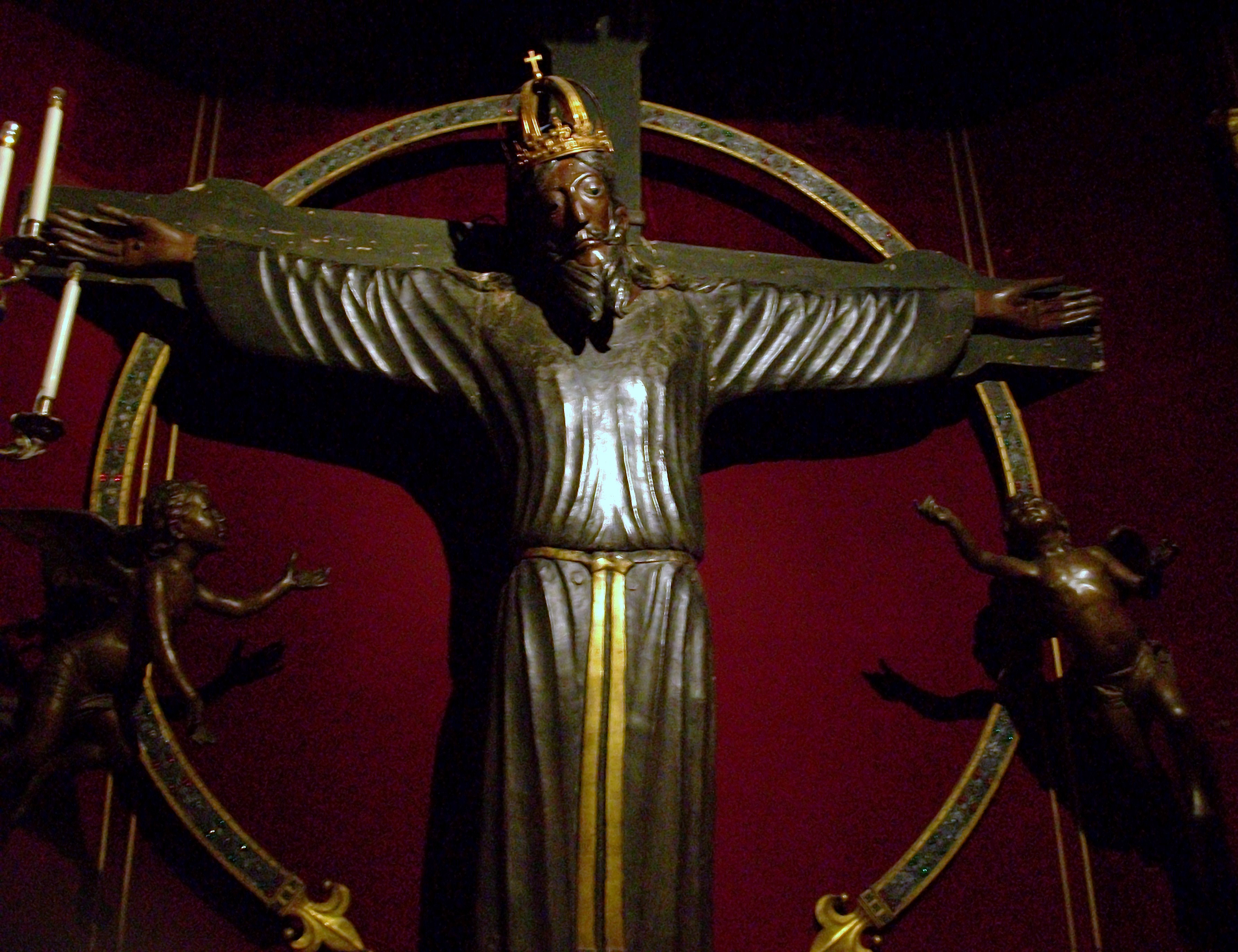
Volto Santo (Святой лик). 770–880. Дерево, роспись, золочение. Собор Сан-Мартино, Лукка
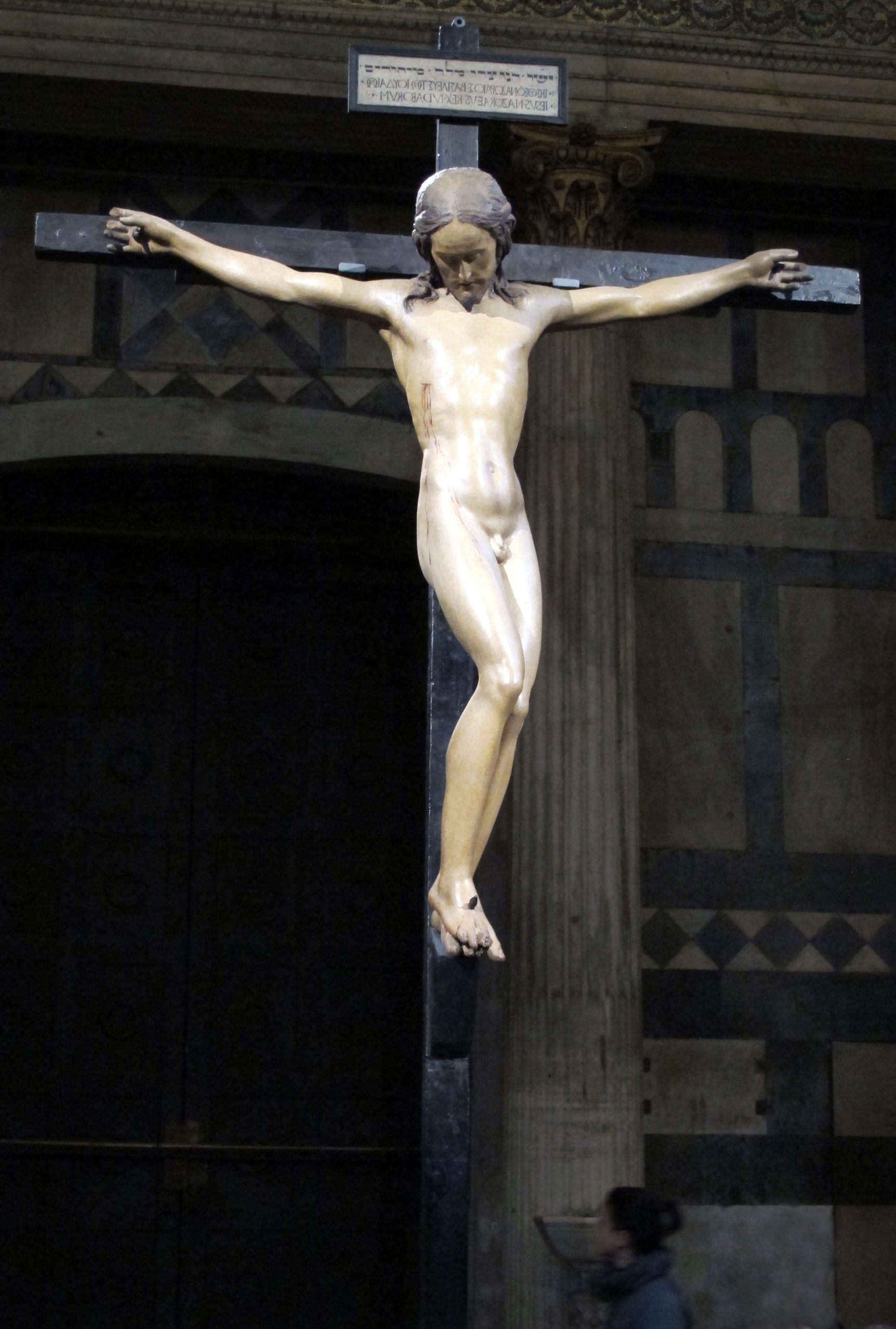
Микеланджело Буонарроти. Распятие церкви Санто-Спирито, Флоренция. 1492—1493. Дерево
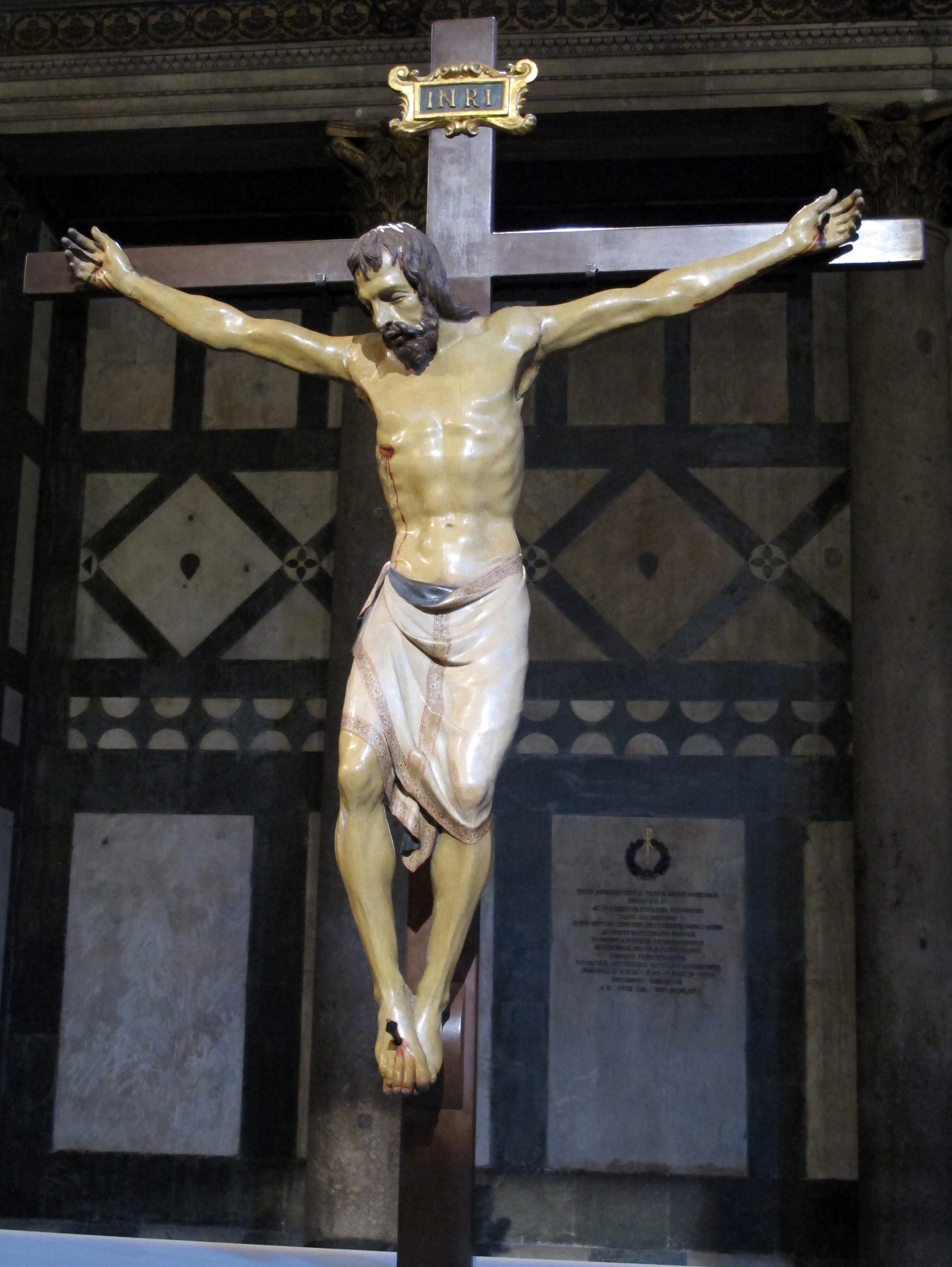
Донателло. Распятие. 1408—1410. Дерево. Церковь Санта-Кроче, Флоренция
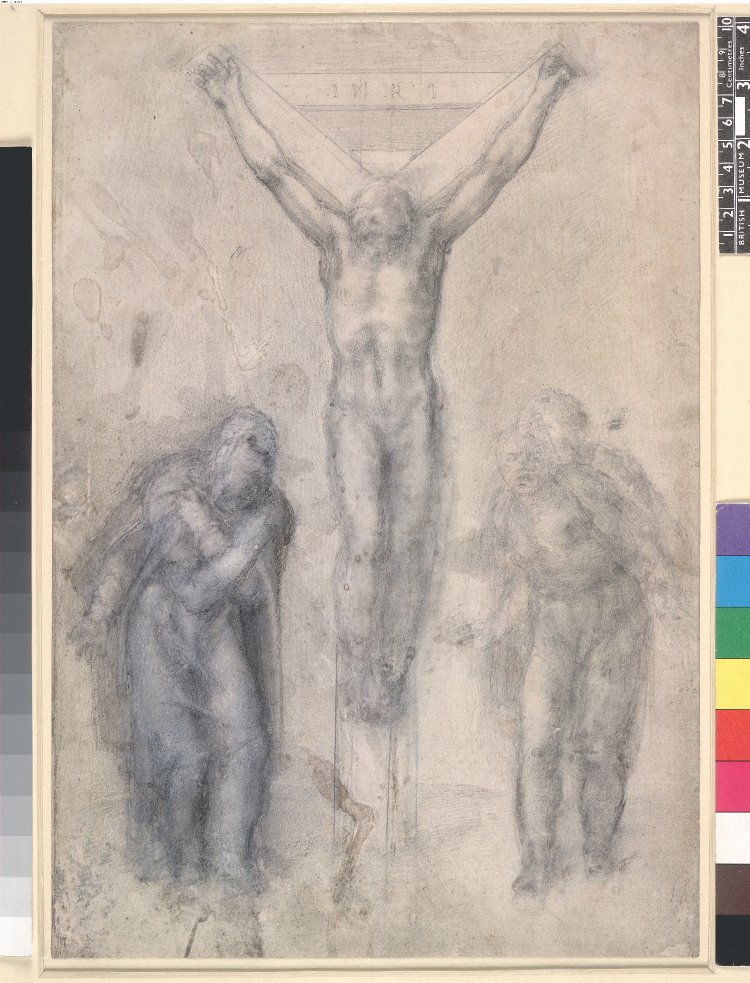
Микеланджело Буонарроти. Распятый Христос между Девой Марией и Иоанном. Ок. 1558 г. Бумага, итальянский карандаш. Британский музей, Лондон
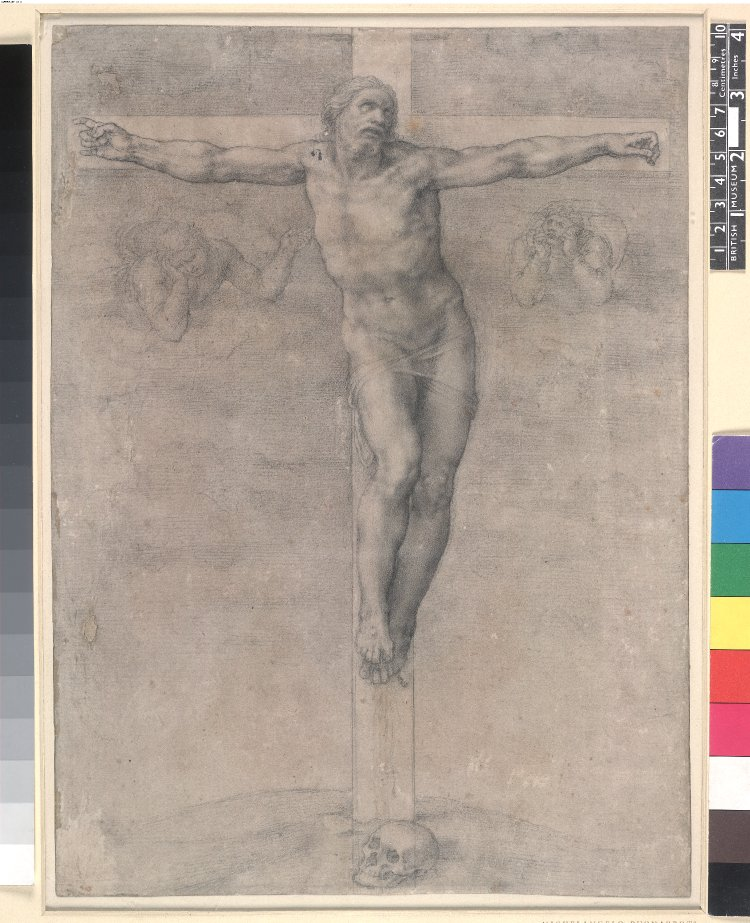
Микеланджело Буонарроти. Распятый Христос с открытыми глазами. Ок. 1558 г. Бумага, итальянский карандаш. Британский музей, Лондон

## Иконография развёрнутых композиций
С X века в западноевропейском искусстве появляются изображения мёртвого Христа со склонённой на сторону головой и закрытыми глазами. Такая иконография связана с распространением литературных сочинений, в которых описаны страдания Христа.
В средневековом искусстве до XV в. по обе стороны креста изображали Солнце и Луну. Древние языческие символы переосмысливали согласно тексту синоптических Евангелий. Солнце помещают по правую сторону от креста, а Луну — по левую. В «Золотой легенде» рассказано о том, как сотник Лонгин, римский центурион (сотник), пронзивший копьём бок Христа излечился от слепоты кровью из раны Спасителя. Воину, который поднёс к устам Христа губку с уксусом, дали имя Стефатон («Венчающий, награждающий»). Лонгина и Стефатона изображают симметрично по обе стороны креста. Лонгин (по правую сторону) символизирует Церковь, а Стефатон (по левую сторону) — Синагогу.
Художники также изображают сцену у подножия креста, в которой римские воины играют в кости — бросают жребий, чтобы поделить между собой одежды Христа (Ин. 19:23-24). Исследователи обращают внимание на то, что изображения Распятия в большинстве случаев не соответствуют тому, как проводили казнь на самом деле. Вертикальный столб вкапывался в землю заранее, и осуждённый нёс на спине к месту казни перекладину, к которой были привязаны его руки (одна из таких перекладин находится в римской базилике Санта-Кроче-ин-Джерусалемме). По прибытии на место осуждённого укладывали на землю и деревянными кольями (а не гвоздями) приколачивали руки к концам перекладины, которую затем поднимали на вершину столба. При этом ноги осуждённого либо оставались на земле, либо опирались на небольшую подставку (что показывают ранние изображения). Ноги подгибались, тело свисало вниз, а руки, разведённые в стороны, приобретали вид буквы «V». Такое положение рук, возможно, послужило основой так называемых мистических, или «вилкообразных», распятий (нем. Astkruzifix) в искусстве XIII—XIV веков. V-образный крест символизирует «Древо жизни» (лат. Arbor vitae), животворящую силу креста. Согласно трудам Св. Бонавентуры (1221—1274), такое дерево (лат. lingum vitae) выросло из крови Спасителя. Подобные изображения с натуралистической трактовкой мучений и страшных ран обладают необычайной экспрессией, которая подчёркивается динамичной формой расходящихся ветвей «Древа жизни», буквально «распинающих» тело Христа. Они особенно распространены в резных и расписных алтарях германского Средневековья и Северного Возрождения.
В усложнённых композициях со временем стали изображать по левую сторону креста Святых жён, иногда их называют «Три Марии»: «При кресте Иисуса стояли Матерь Его, и сестра Матери Его Мария Клеопова и Мария Магдалина» (Ин 19:25). Скорбящую Богоматерь (лат. Stabat Mater Dolorosa) обычно изображают в тёмно-красном мафории, а Марию Магдалину — в алом плаще До XII в. Христа представляли распятым, но живым, с открытыми глазами. Череп Адама в искусстве Контрреформации чаще показывали перевёрнутым, наподобие чаши, в которую стекает кровь Христа, что ассоциируется с легендой о Св. Граале. Рядом художники показывали змея с яблоком во рту. В эзотерической традиции эта символика расшифровывается следующим образом: «Мистерия Голгофы обретает форму священного сосуда, в котором хранится кровь Спасителя… Распятие же пребывает вечно в душе каждого из нас».

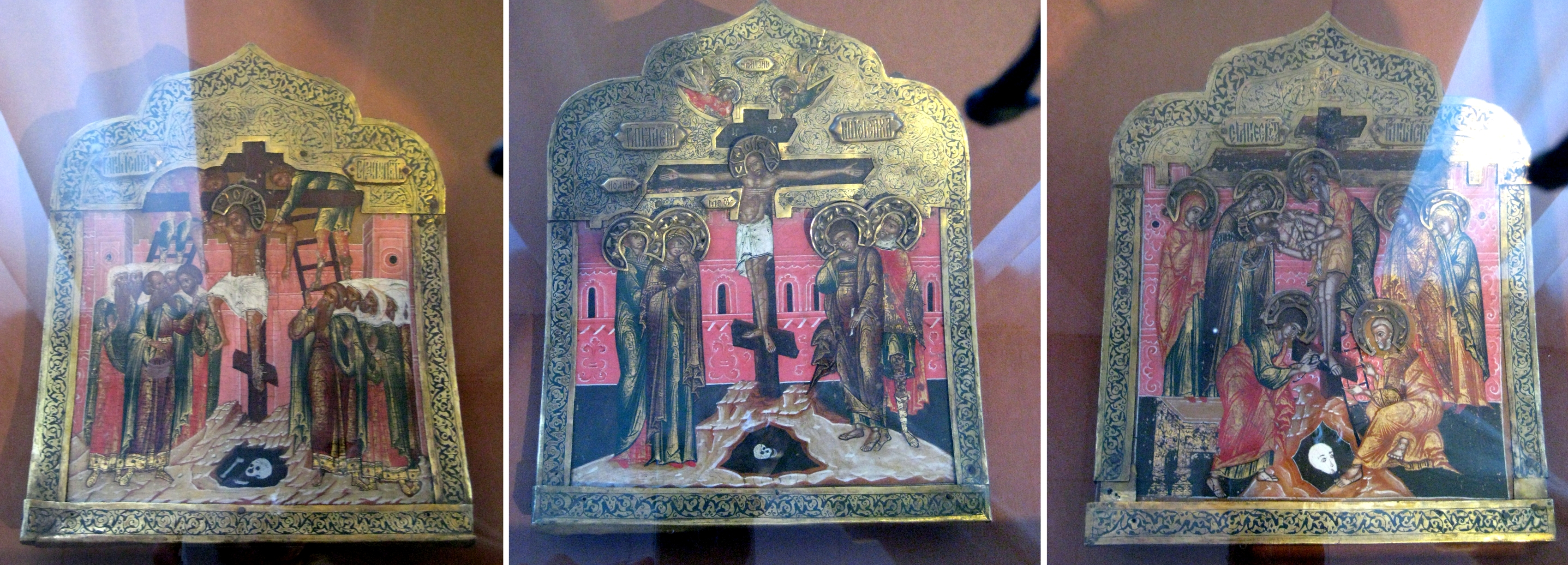
Три этапа Страстей Христовых: Возведение на крест, Распятие, Снятие с креста. 1645 год. Вклад царя Михаила Фёдоровича. Собор Успения Богородицы Кирилло-Белозерского монастыря (клейма царских врат)
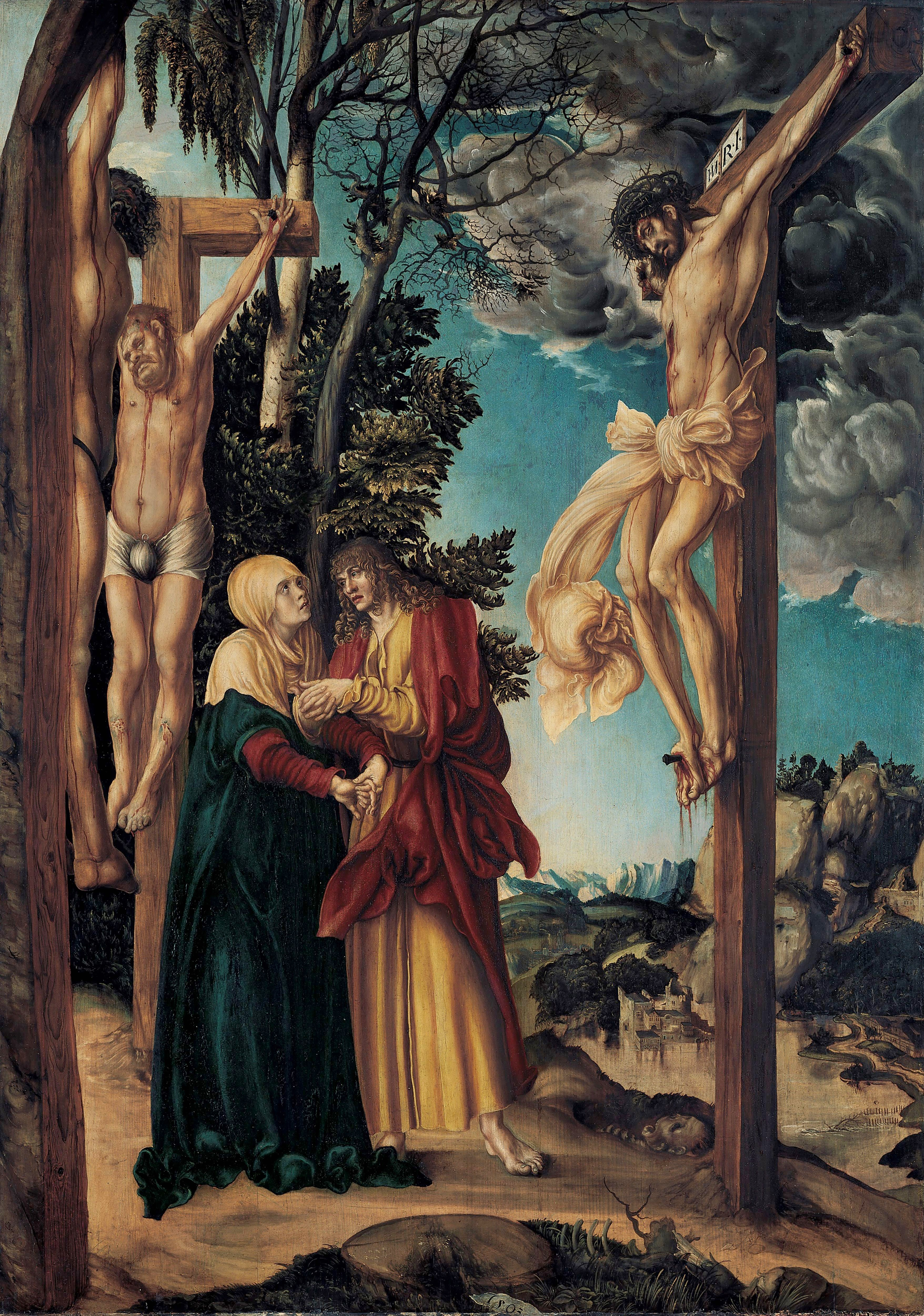
Лукас Кранах Старший. Оплакивание под крестом. 1503. Дерево, масло. Старая Пинакотека, Мюнхен
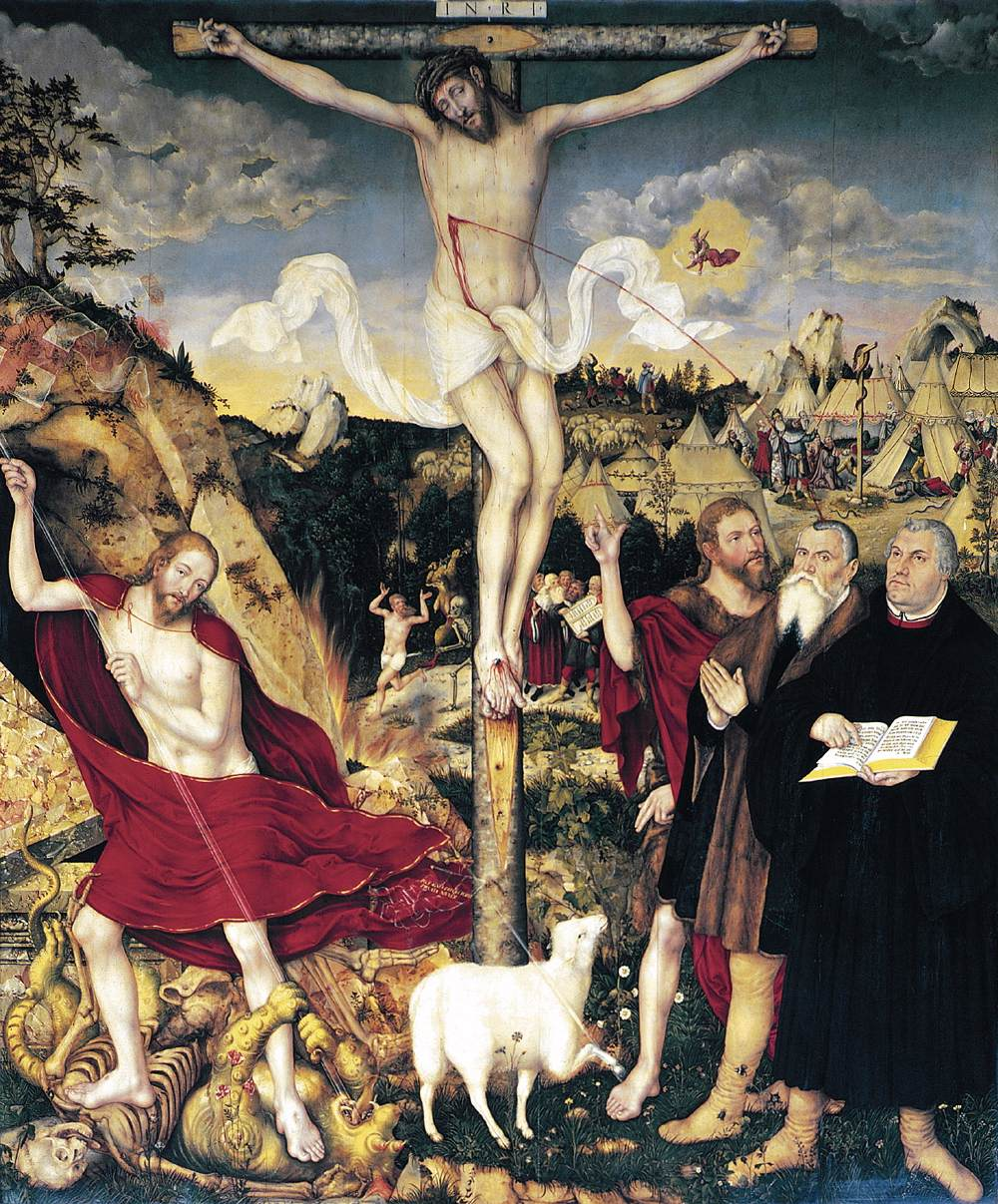
Лукас Кранах Старший и Младший. Аллегория искупления. 1553—1555. Дерево, масло. Центральная створка алтарного триптиха церкви Святых Петра и Павла, Ваймар
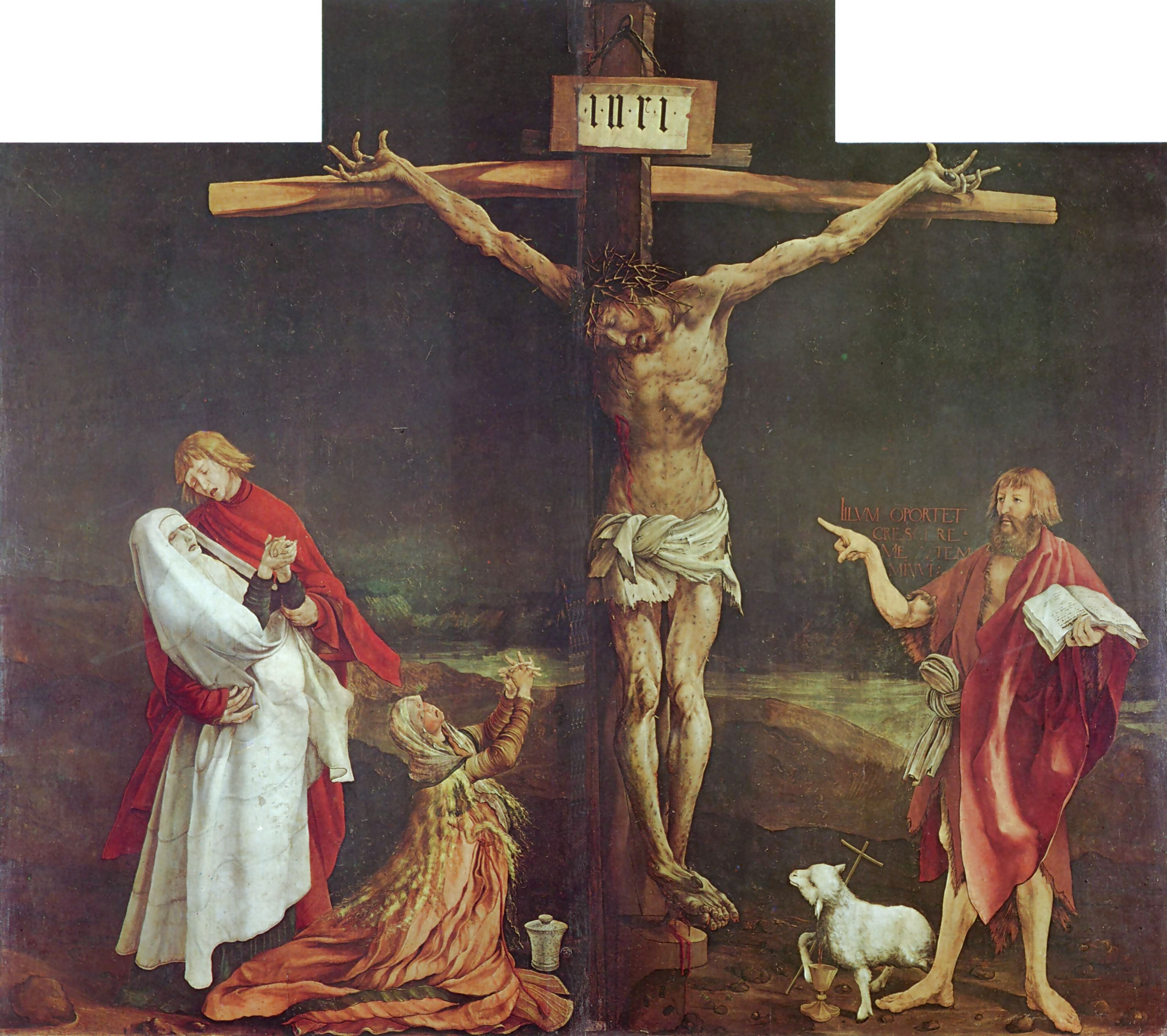
M. Г. Грюневальд. Изенгеймский алтарь. Центральная панель. Между 1506 и 1515 г. Дерево, масло. Музей Унтерлинден, Кольмар
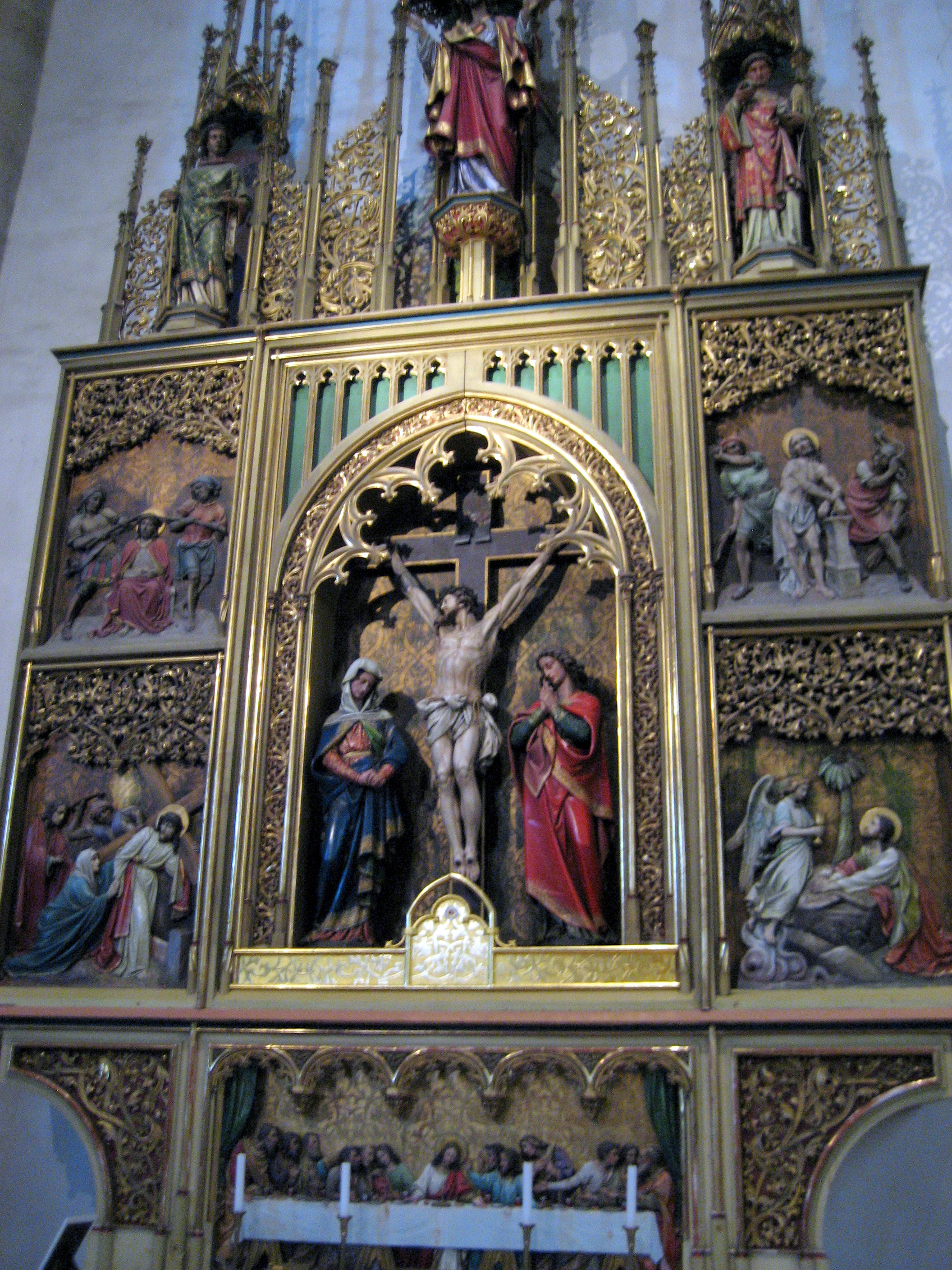
Алтарь Распятия. Собор Св. Мартина, Братислава (стопы Христа не перекрещены и прибиты к кресту двумя гвоздями)
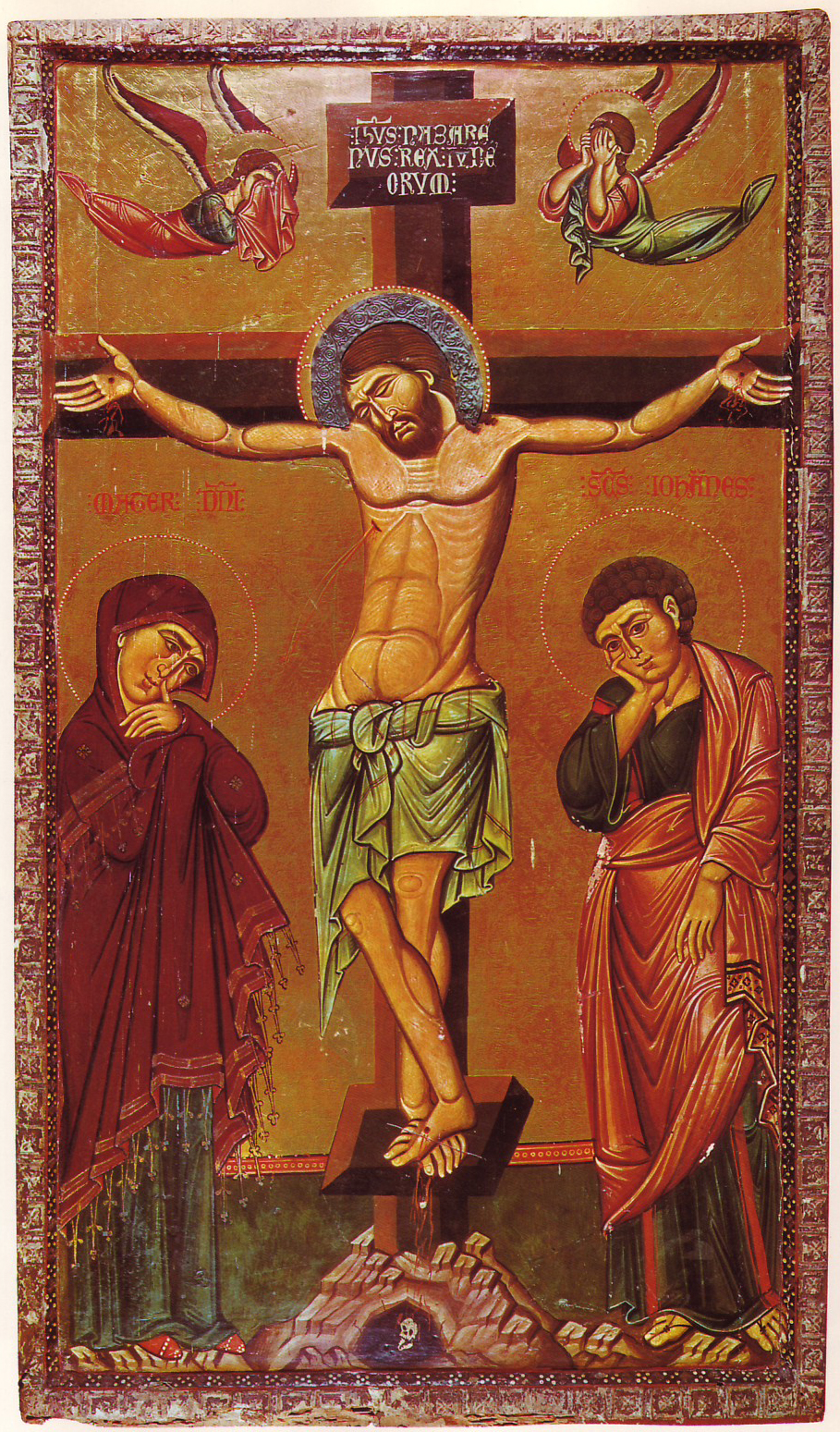
Распятие. Нач. ΧΙΙΙ в. Неизвестный мастер венецианской школы. Монастырь Святой Екатерины, Синай (стопы Христа перекрещены и прибиты к кресту одним гвоздём)
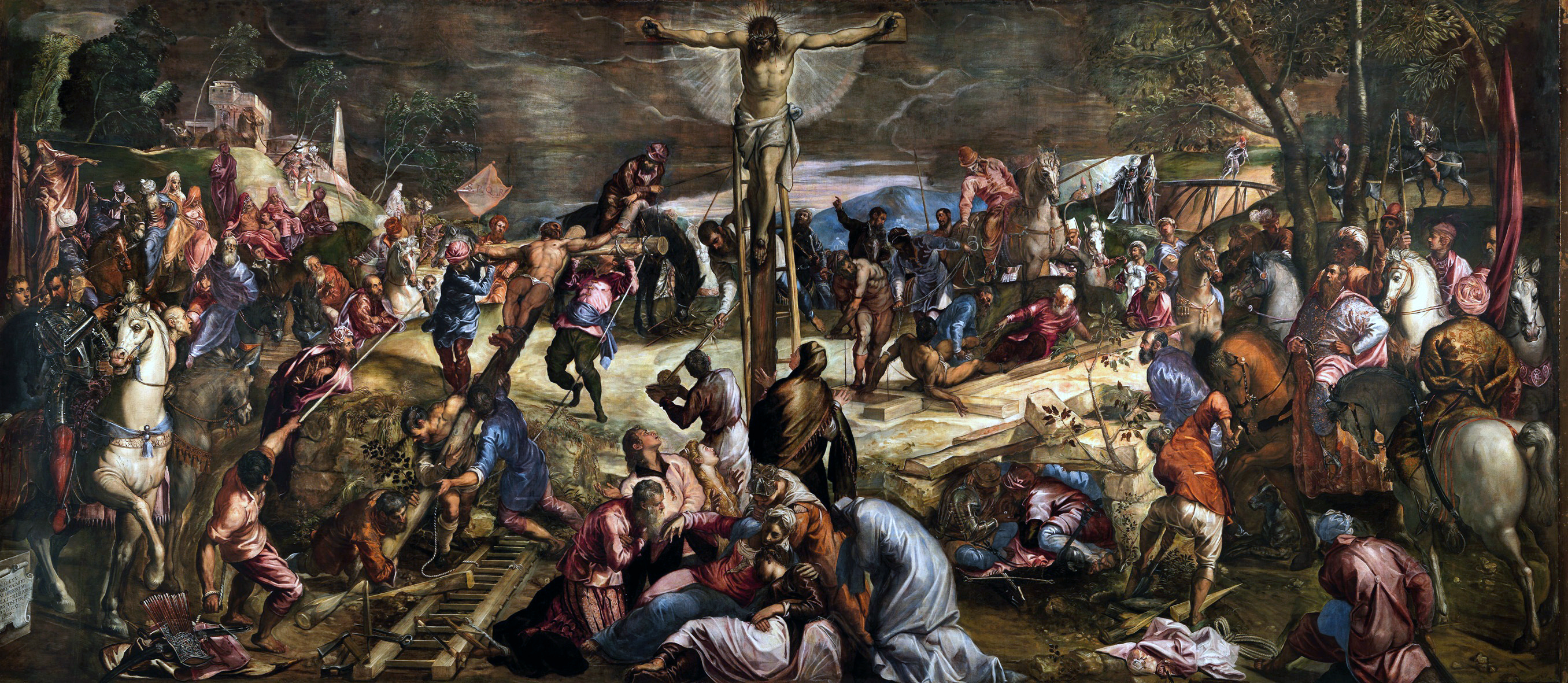
Тинторетто. Распятие (Голгофа). 1565. Холст, масло. Скуола Гранде ди Сан-Рокко, Венеция
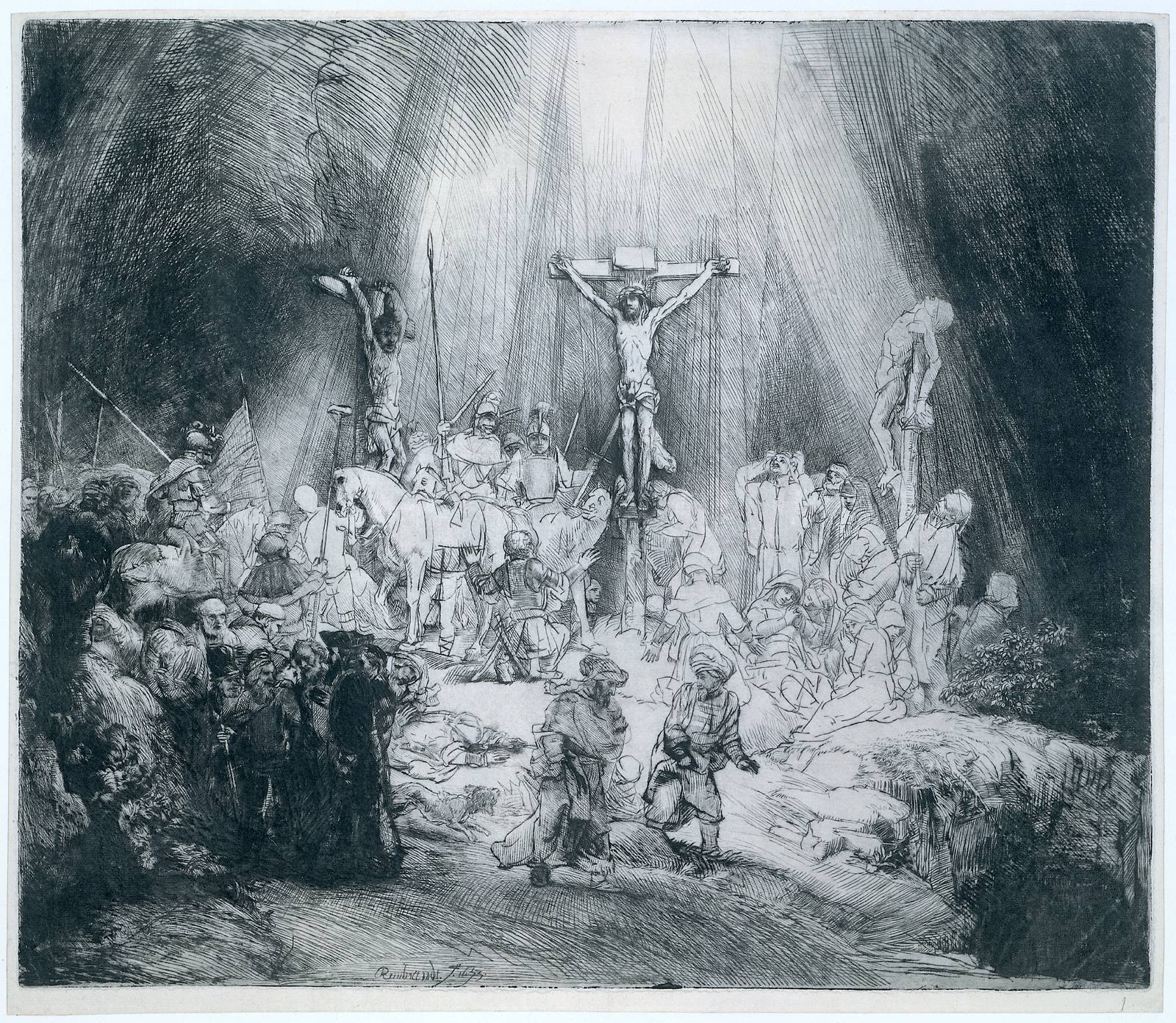
Рембрандт. Три креста. 1653. Офорт

## Детали и вариации

### Титул Распятия
Титул (лат. Titulus — сокращённая надпись INRI), обычно венчает изображения Креста согласно тексту Ин. 19:19. В некоторых восточных церквях употребляется греческая аббревиатура INBI от греческого текста Ἰησοῦς ὁ Ναζωραῖος ὁ Bασιλεὺς τῶν Ἰουδαίων. Румынская православная церковь использует латинскую версию, а в русском и церковнославянском вариантах аббревиатура выглядит как І.Н.Ц.І.
Существует также иная православная традиция — вместо подлинной надписи Пилата давать на распятии надпись: Bασιλεὺς τοῦ κόσμου, «Царь мира», или, в славянских странах — «Царь славы». К XVII веку версия с «Царём славы» преобладала в русской церкви, в то время как реформа Никона сделала обязательной надпись ІНЦІ. Старообрядчество сохранило приверженность тексту «Царь славы», а сохранение Никоном текста Пилата стало в глазах старообрядцев одним из доказательств еретической сути реформы.

### Два разбойника

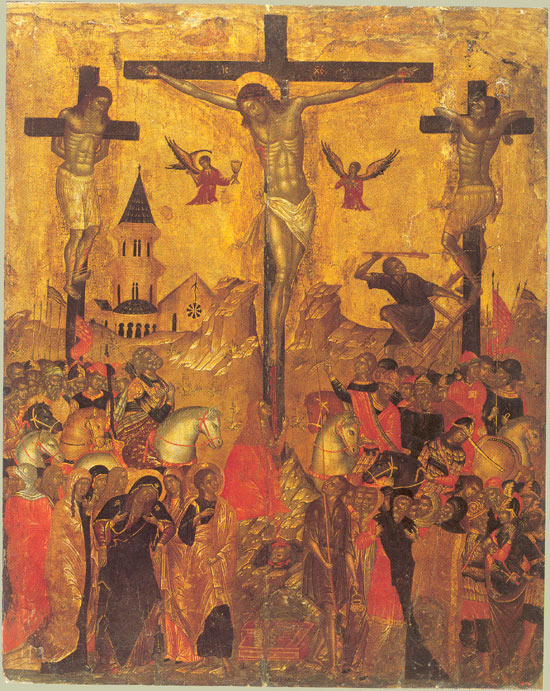
Эммануил Лампардос. «Распятие». Икона XVII в. Итало-критская школа. Государственный Эрмитаж, Санкт-Петербург

Историки искусства отмечают, что изображения двух разбойников по сторонам Христа в сценах Распятия появились, начиная с V—VI веков (самым ранним из известных изображений является икона из монастыря Святой Екатерины, датируемая VI веком).
Благоразумный разбойник был распят с правой стороны от Христа (одесную), поэтому голову Спасителя часто пишут склонённой в эту сторону. Это указывает на его приятие раскаявшегося преступника. В древнерусской иконописи наклонная перекладина под ногами Иисуса также обычно направлена вверх, в сторону Благоразумного разбойника. Благоразумного разбойника писали обращённым лицом к Иисусу, а Безумного — с головой, повёрнутой в противоположную сторону или даже развёрнутым спиной. Иконописцы подчёркивали различия между Иисусом и находящимися по обеим сторонам разбойниками, а также различия в образах двух разбойников:
|           | Иисус Христос                                   | Разбойники                                            |
| --------- | ----------------------------------------------- | ----------------------------------------------------- |
| одежда    | набедренная повязка                             | перизома                                              |
| крест     | Животворящий крест, чёткие геометрические формы | некрасивые, дикие, изогнутые стволы, Т-образный крест |
| крепление | гвозди                                          | привязаны веревками                                   |
| руки      | прямые, вытянутые                               | связанные сзади креста                                |
| поза      | умиротворенная                                  | корчатся                                              |
| голени    | сохраняются в неприкосновенности                | перебиты воинами, которые размахивают молотами        |

Можно проследить и различия в образах двух разбойников, Благоразумного и Безумного. В первые века христианства, когда ещё сохранялась память об античном безбородом идеале мужской красоты, Благоразумный разбойник бороды не имел, а Безумный был бородатым. Но с развитием христианского мировоззрения борода становилась одним из немаловажных признаков Христа в человеческом образе, и поэтому борода стала атрибутом положительных персонажей (Иисуса и Благоразумного разбойника), а третий казнённый превратился в безбородого.

### Одетый Христос
- Volto Santo (Святой Лик)
- Распятие Христа-Царя («Христос Царь Славы», «Христос Триумфатор») — редкая иконография сцены Распятия, изображающая Иисуса Христа одетым.

## Иконопись
Знаменитые иконы: Распятие (Дионисий)

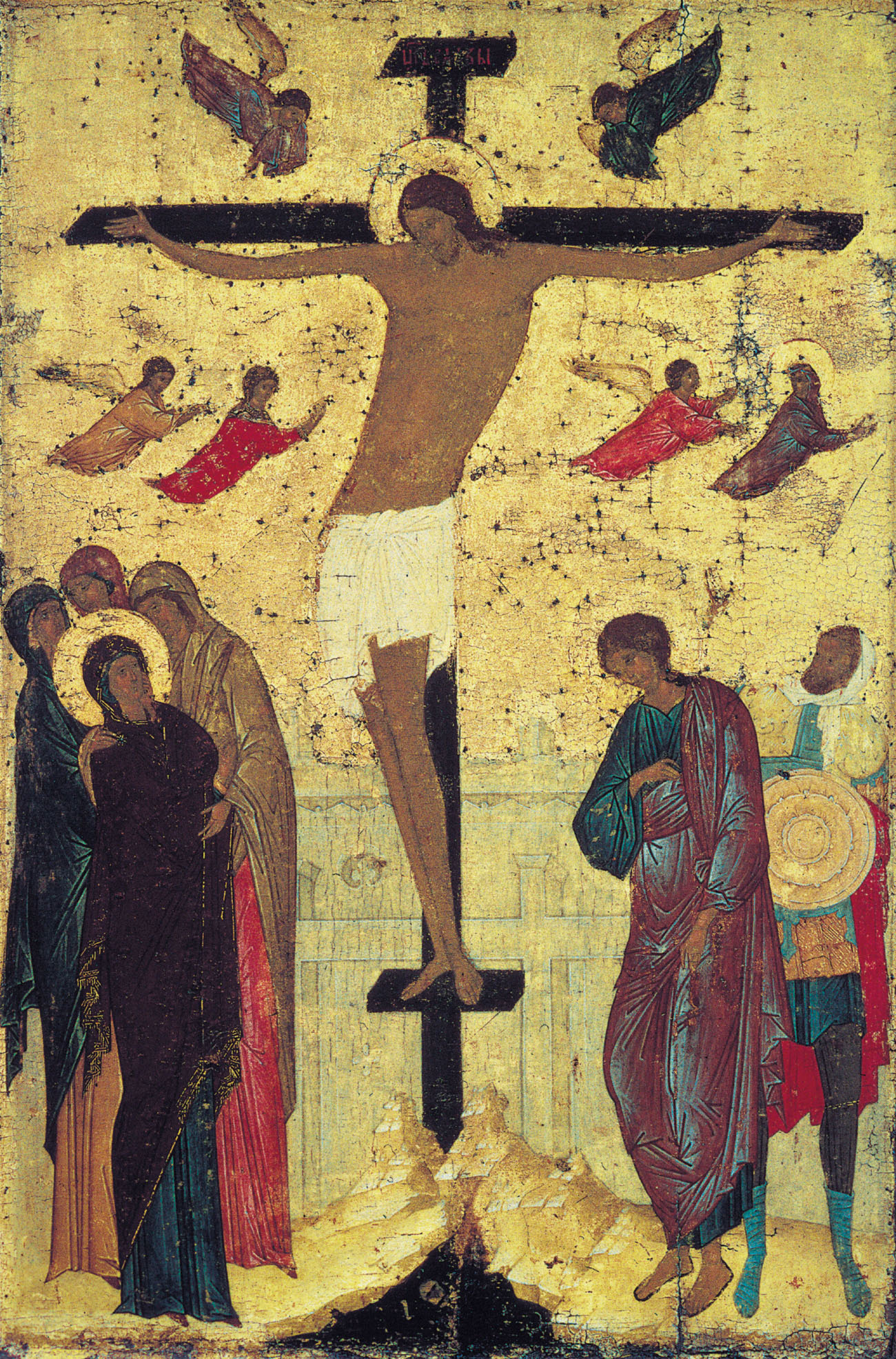
Дионисий, 15 век
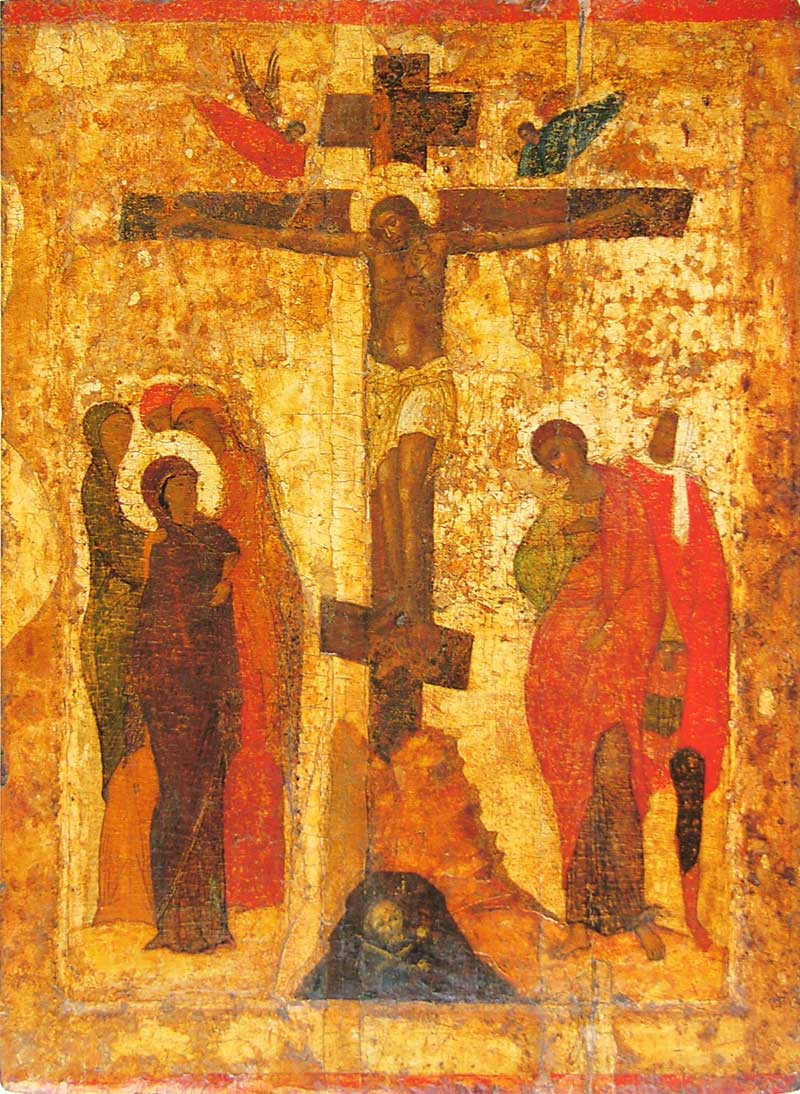
1420-е
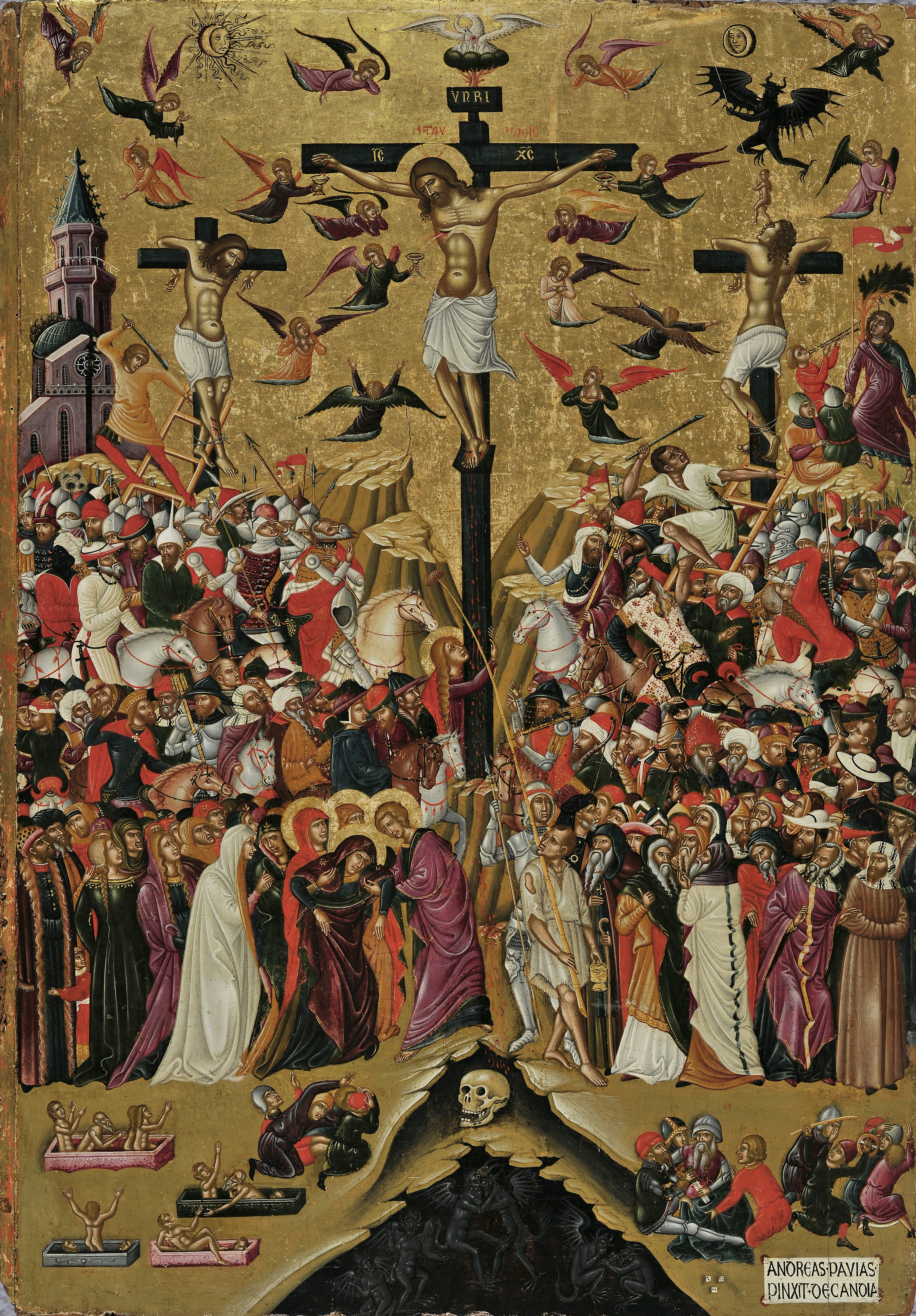
Критская школа, 15 век

### Надписи
На иконах Распятия используются следующие надписи:
- I.Н. Ц.I. — сокращенная надпись на изображениях «Распятий», знак слов, написанных на трех языках (еврейском, греческом и латинском) Понтием Пилатом на табличке, прибитой над головой Спасителя: «Иисус Назорянин, Царь Иудейский» (см. INRI)[16]
- МЛ РБ — сокращение от «место лобное рай бысть», либо «место лобное распят бысть» надпись при изображении Распятия[16]
- ΤΚΠΓ (греч.) — сокращение от Τουτο (или Τουτο) Κρανιον Παραδεισος Γεγονε — аналог русской надписи МЛРБ[16]
- ГГ — гора Голгофа, надпись у подножия Креста при изображении Распятия[16].
- ГА — Адамова голова (символ), надпись при черепе, изображаемом у подножия Распятия[16]
- К — копие — одно из орудий страстей, изображаемое при Распятии (см. Копье Судьбы)[16]
- Т сокращение от «трость» — одно из орудий страстей, изображаемое при Распятии[16]
- КТ — сокращение от «копие» и «трость», подпись у орудий страстей на изображениях Распятия[16].

## Различия в католической и православной традициях
До середины XIII в. Христа, как правило, изображали прибитым к кресту четырьмя гвоздями. Во второй половине XIII в. в западноевропейском искусстве стали изображать «три гвоздя Распятия» — двумя гвоздями прибиты руки, а ноги Христа скрещены и прибиты одним гвоздем. На Востоке, в Византии и некоторые художники на Западе придерживались старой иконографии. Объяснений такому новшеству существует несколько. Св. Франциск Ассизский (1182—1226) в «Молитве к нищете» заметил, что нищета признала излишеством даже количество гвоздей при распятии Христа. Но наиболее распространенное объяснение: три гвоздя символизируют Св. Троицу.
В православной традиции Христос изображается распятым на четырёх гвоздях: как руки, так и ноги прибиты каждая своим гвоздём. Также на Распятии в православной традиции ладони Христа изображаются обязательно открыты. Вопрос о недопустимости изображения согнутых пальцев Христа под католическим влиянием поднимал в 1553 году дьяк Висковатый и, хотя дьяк был осуждён за рассуждения об иконописи, доводы о необходимости изображения открытых ладоней были признаны верными и спорные иконы были переписаны.
В то же время, в католической традиции распространены и продолжают широко почитаться старые распятия романского и «византийского» типа с четырьмя гвоздями. Среди них наиболее известен крест святого Дамиана из церкви в Ассизи, перед которым, по преданию, молился Франциск Ассизский, когда услышал призыв от Бога. Он, однако, является типичным примером итальянского распятия-иконы XII-ΧΙIΙ века, представленным многими образцами.
С другой стороны, традиция изображать Распятие Христа с одним гвоздём в ногах распространяется с XIII века не только на католическом Западе но, и в Синайской Православной Церкви, где существует до настоящего времени. Синайские иконы такого типа распространены во всём православном мире. Свои особенности имеют распятия в старообрядческой традиции, а внутри неё — между поповцами и беспоповцами. Изображения тернового венца в православной традиции, в отличие от католической, встречается редко (например, на пасхальных артосах).